# Havelberg

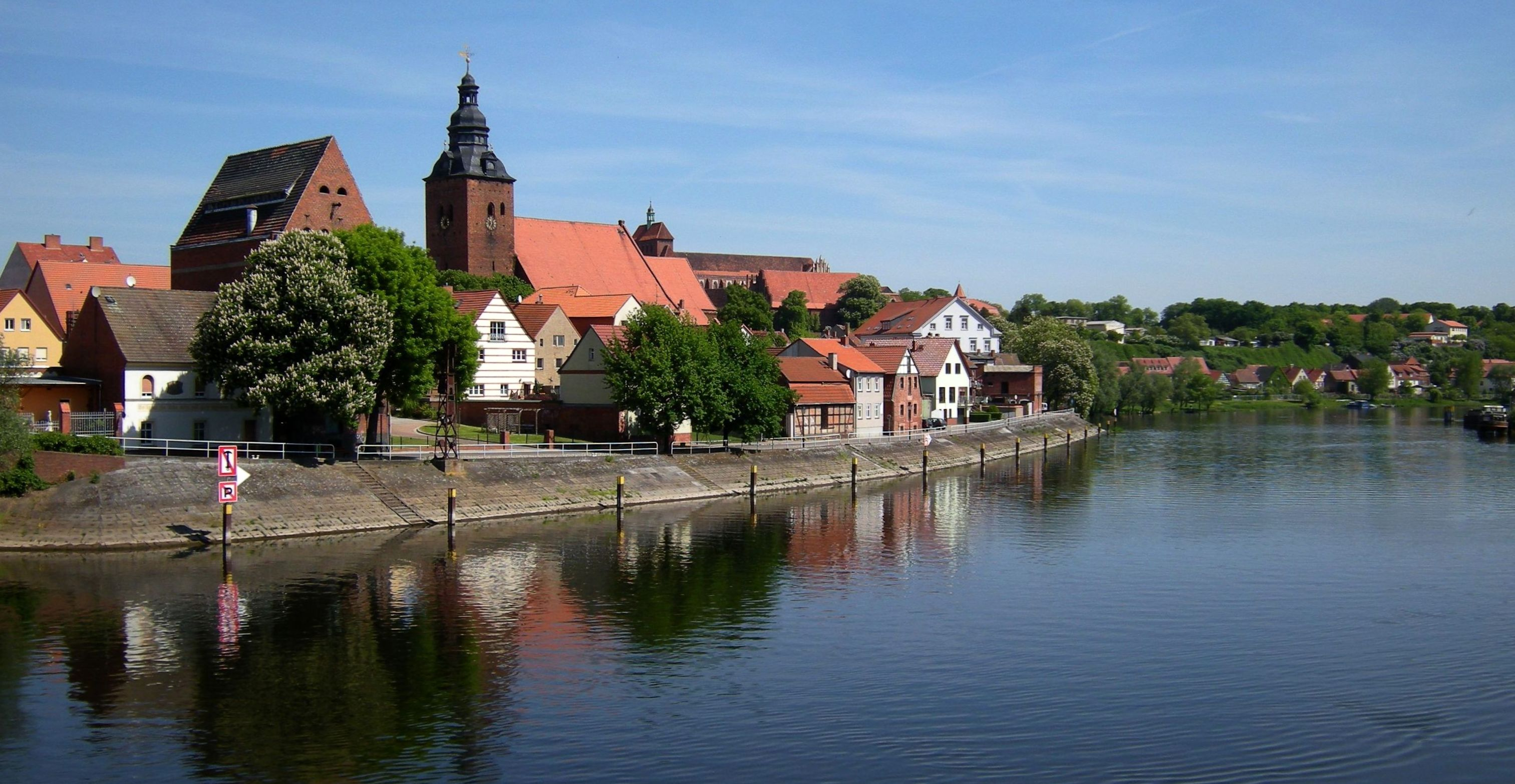
Blick von der Sandauer Brücke auf St. Laurentius

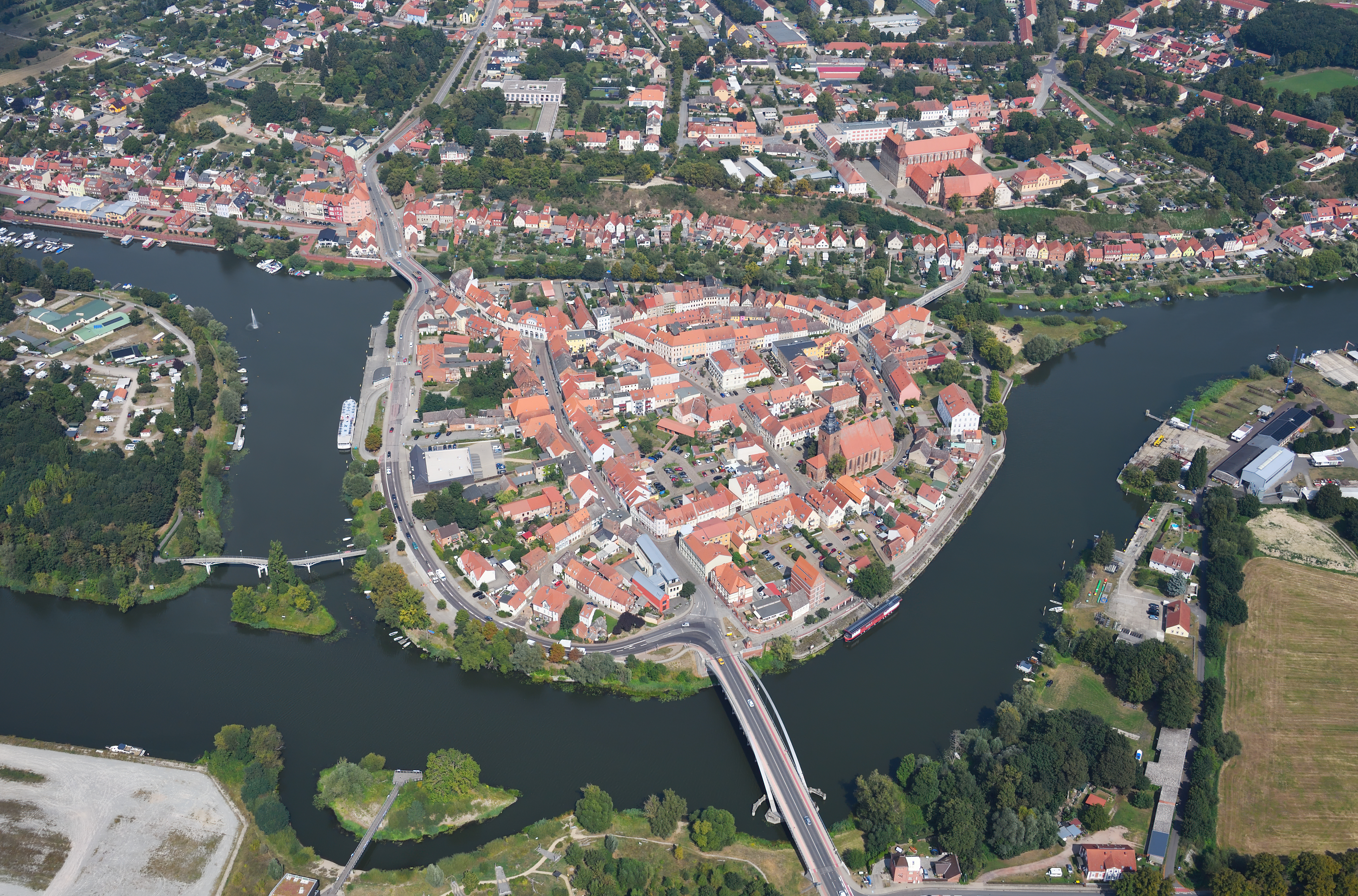
Havelberg aus der Luft gesehen

Die Hansestadt Havelberg ist eine ursprünglich brandenburgische Stadt und ein staatlich anerkannter Erholungsort im Landkreis Stendal in Sachsen-Anhalt.

## Geographie und Klima

### Geographische Lage
Die Stadt, deren Zentrum sich auf einer Insel in der Havel befindet, liegt im äußersten Nordosten des Landes Sachsen-Anhalt an der Havel kurz vor ihrer Mündung in die Elbe. Historisch gehört die Stadt zur Prignitz. Im Norden und Osten grenzt das heutige Stadtgebiet von Havelberg an die drei brandenburgischen Landkreise Prignitz, Ostprignitz-Ruppin und Havelland.

### Stadtgliederung
Havelberg ist in 6 Ortschaften gegliedert. Zu ihnen gehören gleichnamige und andere Ortsteile mit Wohnplätzen:
| - Jederitz - Nitzow - Nitzow mit Ausbau und Chausseehaus - Dahlen - Vehlgast-Kümmernitz - Damerow - Klein-Damerow - Kümmernitz - Vehlgast mit Wendisch Kirchhof und Saldernhorst - Waldfrieden - Garz mit Ausbau Garzer Mühle und Ausbau Garzer Schleuse - Kuhlhausen mit Ausbau, Fischerberg und Kiebitzberg - Warnau |

Folgende Ortsteile (mit Wohnplätzen) gehören zu keiner Ortschaft:
- Havelberg mit Alte Ziegelei, Fleckengarten und Mühlenholz
- Müggenbusch mit Julianenhof, Theerofen und Waldgehöft
- Wöplitz
- Toppel

### Klima

Niederschlagsdiagramm 1961 bis 1990

In Havelberg herrscht gemäßigtes Klima. Dieses wird von Osten vom Kontinentalklima und vom Westen vom atlantischen Seeklima beeinflusst. Der durchschnittliche jährliche Niederschlag für Havelberg liegt bei 669 mm.  Trockenster Monat ist der April mit einer Niederschlagsmenge von 41 mm, wohingegen der meiste Niederschlag im Juli mit durchschnittlich 77 mm fällt. Die Jahresdurchschnittstemperatur liegt bei 10,2 °C. Der statistisch wärmste Monat ist der Juli mit durchschnittlichen 19,7 °C. Der Monat Januar, als kältester Monat im Jahr, weist eine Durchschnittstemperatur von 1,2 °C auf.
|                        | Jan | Feb  | Mär | Apr  | Mai  | Jun  | Jul  | Aug  | Sep  | Okt  | Nov | Dez |   |      |
| Mittl. Temperatur (°C) | 1,2 | 1,9  | 4,8 | 9,8  | 14,4 | 17,6 | 19,7 | 19,2 | 15,4 | 10,6 | 5,8 | 2,7 | ⌀ | 10,3 |
| Mittl. Tagesmax. (°C)  | 3,2 | 4,6  | 8,5 | 14,3 | 18,7 | 21,8 | 23,8 | 23,3 | 19,2 | 13,6 | 8   | 4,5 | ⌀ | 13,7 |
| Mittl. Tagesmin. (°C)  | −1  | −0,7 | 1,4 | 5,2  | 9,7  | 13   | 15,4 | 15,1 | 11,8 | 7,7  | 3,7 | 0,7 | ⌀ | 6,9  |
|                        |     |      |     |      |      |      |      |      |      |      |     |     |   |      |
| Niederschlag (mm)      | 58  | 42   | 52  | 41   | 57   | 62   | 77   | 66   | 58   | 50   | 51  | 55  | Σ | 669  |
|                        |     |      |     |      |      |      |      |      |      |      |     |     |   |      |
| Sonnenstunden (h/d)    | 3,0 | 4,0  | 5,0 | 9,0  | 10,0 | 11,0 | 11,0 | 10,0 | 7,0  | 5,0  | 3,0 | 3,0 | ⌀ | 6,8  |
|                        |     |      |     |      |      |      |      |      |      |      |     |     |   |      |
| Regentage (d)          | 9   | 8    | 9   | 8    | 8    | 8    | 9    | 8    | 7    | 8    | 8   | 9   | Σ | 99   |
|                        |     |      |     |      |      |      |      |      |      |      |     |     |   |      |
| Luftfeuchtigkeit (%)   | 84  | 80   | 76  | 68   | 65   | 64   | 65   | 67   | 73   | 80   | 86  | 84  | ⌀ | 74,3 |

| −1 |

| −0,7 |

| 1,4 |

| 5,2 |

| 9,7 |

| 13 |

| 15,4 |

| 15,1 |

| 11,8 |

| 7,7 |

| 3,7 |

| 0,7 |

| −1 |

| −0,7 |

| 1,4 |

| 5,2 |

| 9,7 |

| 13 |

| 15,4 |

| 15,1 |

| 11,8 |

| 7,7 |

| 3,7 |

| 0,7 |

Zwischen 1961 und 1990 lag der Jahresniederschlag bei 534 mm im unteren Zehntel der Werte Deutschlands. Den Aufzeichnungen des Deutschen Wetterdienstes zufolge fielen im trockensten Monat Februar mit etwa 31 Litern pro Quadratmeter 1,9 mal weniger Niederschläge als mit etwa 58 im nassesten Monat Juni, wobei sie jedoch ziemlich gleichmäßig über das Jahr verteilt sind.

## Geschichte

### Bistumsgründung und Slawenaufstand
Im Zuge umfassender Wanderungsprozesse in Europa kamen nach Abzug der Germanen im 7. Jahrhundert westslawische Stämme in die Region um Havelberg und siedelten sich rechts der Elbe an. Nachdem im Ostfrankenreich ab 919 die in der nahen Harzregion ansässigen Liudolfinger an die Regierung gekommen waren, gerieten die slawischen Gebiete östlich der Elbe stärker in den Fokus der königlichen Politik. Mit einem Sieg in der Schlacht bei Lenzen, etwa 50 Kilometer elbabwärts von Havelberg, gelang Heinrich I. im Jahr 929 ein bedeutender Vorstoß in das Herrschaftsgebiet der slawischen Stämme. Kurz danach wurde auch das Gebiet um Havelberg erobert; es entstand eine frühdeutsche Burganlage auf dem Höhenrücken im Bereich des späteren Dombezirks. Heinrichs Sohn Otto I. setzte die Eroberung ostelbischer Gebiete fort und gründete die Bistümer Havelberg und Brandenburg zur Missionierung der örtlichen Bevölkerung. Die Bistumsgründung stellt gleichzeitig die erste Erwähnung Havelbergs dar. Ihr genaues Datum ist umstritten, da – anders als für Brandenburg – keine originale Gründungsurkunde überliefert ist. Wahrscheinlich wurden beide Bistümer gleichzeitig im Jahr 948 gegründet, wobei eine verfälschte Stiftungsurkunde aus dem Jahr 1179 das Jahr 946 als Zeitpunkt der Havelberger Bistumsgründung angibt. Gehörten sie zunächst noch zum Erzbistum Mainz, wurden beide Bistümer ab 968 Suffragandiözesen des Erzbistums Magdeburg. Die Ansiedlung eines Bischofssitzes in Havelberg spricht dafür, dass der Ort schon im 10. Jahrhundert und möglicherweise davor einen regionalen Mittelpunkt darstellte. Der Bischof erhielt aus königlichem Besitz die Hälfte des Havelberger Burgbezirks, um dort seinen Sitz und eine Kathedrale zu errichten.
Schon 983 brach in der Region ein Aufstand slawischer Gruppen aus, in dessen Verlauf die Bischofssitze Havelberg und Brandenburg erobert wurden, sodass die Einflusssphäre der deutschen Könige auf die Westseite der Elbe zurückgedrängt wurde. Nun folgte eine erneute Periode slawischer Herrschaft in Havelberg. Der Chronist Helmold von Bosau bezeichnete Havelberg in seiner Chronica Slavorum als Hauptort des Stammes der Brizanen/Brisaner, das demnach weiterhin eine Stellung als regionales Zentrum behielt.
Zum geschichtlichen Hintergrund siehe auch: Entstehung der Mark Brandenburg

### Rückeroberung durch das Reich und Stadtwerdung

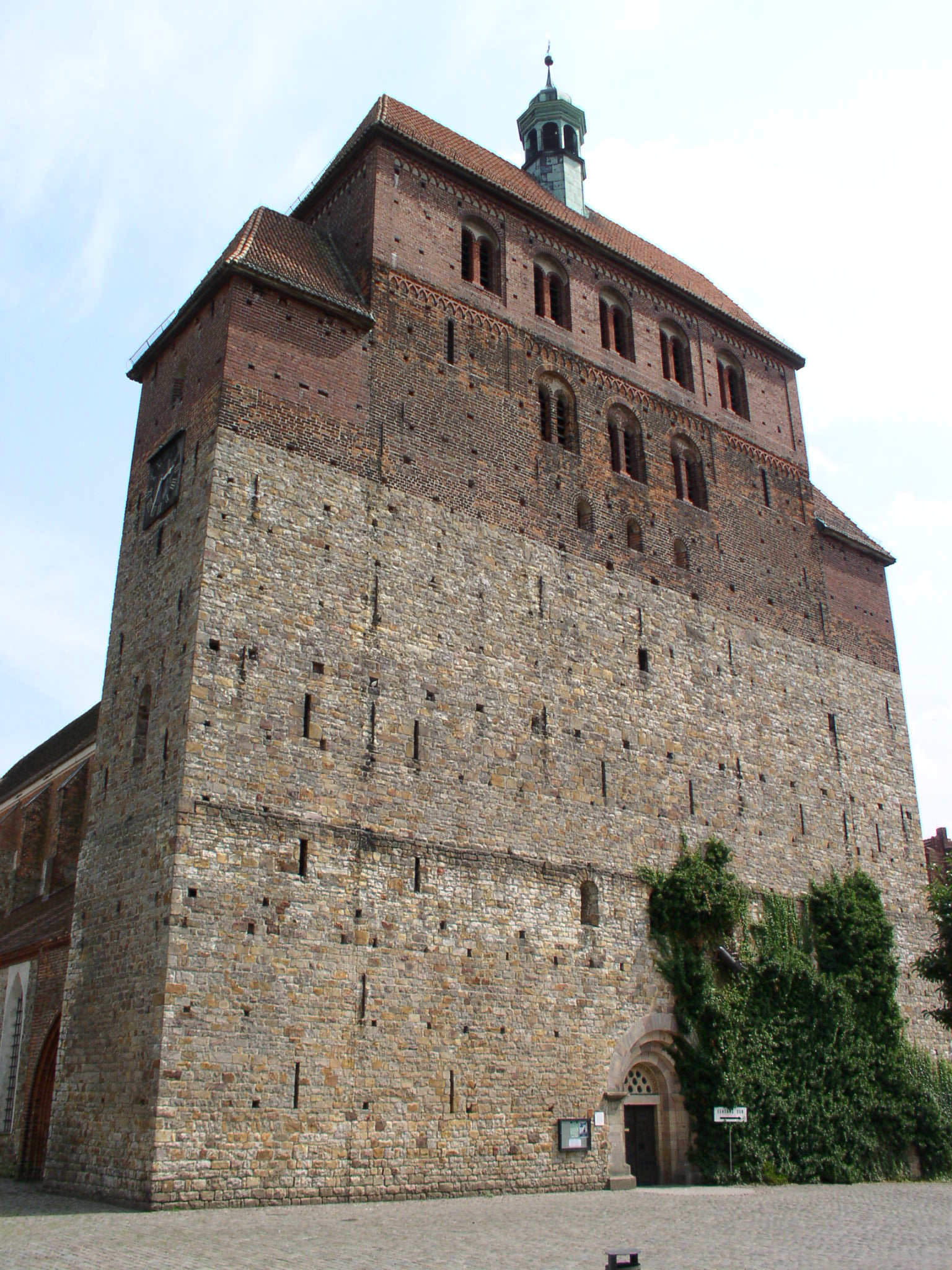
Havelberger Dom

Nachdem sich die slawische Herrschaft 150 Jahre lang hatte behaupten können, gelang es König Lothar III. um 1130, Havelberg einzunehmen; 1136 konnten es die Söhne des dort ansässigen Slawenfürsten Wirikind noch einmal kurz zurückerobern, bevor es Albrecht der Bär 1136/37 endgültig unter Reichsgewalt brachte. In der Folgezeit konnten die seit 983 nur als Titularbischöfe tätigen Bischöfe von Havelberg die Arbeit in ihrer Diözese aufnehmen. Bischof Anselm gründete zunächst 1144 das Kloster Jerichow als provisorischen Bischofssitz. Der Wendenkreuzzug im Jahr 1147 führte zur Eroberung der Prignitz, sodass die Gründung eines Domkapitels in Havelberg ermöglicht wurde. Der Gründung um 1150 folgte der Bau des Havelberger Doms, der 1170 geweiht wurde. Am Dom wurde gleichzeitig ein Chorherrenstift der Prämonstratenser angesiedelt.
Mit der Ansiedlung des Bischofssitzes begann auch die Entwicklung Havelbergs zur Stadt. Sie entstand ebenfalls Mitte des 12. Jahrhunderts räumlich getrennt vom Dombezirk auf einer Landzunge in einer Flussschleife der Havel. Durch die Anlage des Stadtgrabens zwischen Dombezirk und Bürgersiedlung wurde die Landzunge zu einer abgetrennten, leicht zu verteidigenden Insel in der Havel, die andererseits aber nur begrenzte Flächen zur städtischen Entwicklung bot. Neben der Stadtinsel und dem Dombezirk bestanden die Berggemeinden als dritter, selbstständiger Siedlungskern. Dabei handelt es sich um die Siedlung am Fuß des Dombergs parallel zum Ufer der Havel und des Stadtgrabens (heutige Straßen Bischofsberg, Havelstraße und Weinbergstraße). 1160 wurde Havelberg erstmals als urbs bezeichnet, wobei die Grundherrschaft beim Markgrafen von Brandenburg lag. Ein genauer Zeitpunkt der Stadtrechtsverleihung ist nicht überliefert. Die Markgrafen verpfändeten die Stadt zwischen 1319 und 1325 sowie zwischen 1373 und 1388 an das Herzogtum Mecklenburg.
Der Bischof besaß in der Stadt Havelberg keinerlei Rechte, selbst der Dombezirk unterstand ihm nur zur Hälfte bis 1305, während die andere Hälfte in den Händen der Markgrafen lag. 1305 bekamen sie auch den bischöflichen Teil als Lehen. Ein von König Friedrich I. ausgestelltes Gründungsprivileg zur Anlage einer bischöflichen Stadt in Havelberg wurde nicht verwirklicht; stattdessen verlegten die Bischöfe ihre Residenz in die einzige zu ihrem Besitz gehörende Stadt Wittstock, etwa 50 Kilometer nordöstlich von Havelberg. Wann die Verlegung erfolgte, lässt sich aufgrund der geringen Quellenlage nicht mehr genau nachvollziehen. Erst ab der Amtszeit von Dietrich I. (beginnend 1325) ist ein deutliches Übergewicht Wittstocks gegenüber Havelbergs in den Beurkundungen der Bischöfe greifbar. Die ältere Forschung ging von einer Verlegung bereits um 1270 aus, ohne dies durch die Quellenlage stützen zu können. Wittstock blieb bis zum Tod des letzten katholischen Bischofs, Busso II. von Alvensleben, nach der Reformation im Jahr 1548 Residenz.

### Die Stadt im Mittelalter
Havelberg liegt an der östlich der Elbe verlaufenden Handelsstraße von Magdeburg zu den Hansestädten der mecklenburgischen und vorpommerschen Ostseeküste, die hier die Havel überquert. Gleichzeitig war das Umland stark durch versumpfte Landschaften (Luche) geprägt, sodass als Verkehrswege nur trockene Höhenrücken oder Flüsse wie Elbe, Havel, Rhin und Dosse genutzt werden konnten. Da Havelberg zu beidem Zugang hatte, boten sich günstige Voraussetzungen für eine Stadtanlage. Die Stadt selbst wurde – für die Gebiete der mittelalterlichen Ostsiedlung typisch – nach einem regelmäßigen Plan angelegt, der der Topografie der Havelinsel folgt und eine runde Form von etwa 375 Metern Durchmesser hervorbrachte. Die Hauptzugänge waren das Steintor im Norden an der Straße Richtung Perleberg/Wilsnack, Pritzwalk/Wittstock und Kyritz sowie das Sandauer Tor im Südwesten an der Straße in die fünf Kilometer südlich gelegene Nachbarstadt Sandau, wo einerseits die Elbe in Richtung Stendal überquert werden konnte und andererseits Anschluss nach Süden in Richtung Schönhausen und Jerichow bestand. Das Sandauer Tor befand sich am Salzmarkt etwas weiter westlich der heute bestehenden Havelbrücke. Ein dritter Flussübergang lag im Osten der Insel mit Zugang zum Dombezirk. Markt und Kirche entstanden abseits der Durchgangsstraße (Lange Straße) am höchsten Punkt im Südosten der Insel. Außer den Toren und kurzen Anschlussmauern war durch die Insellage keine weitere Stadtbefestigung notwendig. Allerdings bestand zusätzlich eine Landwehr, die 1429 erstmals erwähnt wurde. Die Grundstücke auf der Insel waren schmal und besonders entlang des Flussufers sehr langgezogen, was bis heute an den teils giebelständigen Gebäuden, etwa in der Fischerstraße, ablesbar ist.
Der Dombezirk mit Kathedrale, Kloster und Nebengebäuden auf dem Höhenrücken war im Mittelalter mit einer eigenen Befestigungsanlage versehen. Sein Haupttor war das Krugtor im Westen, weiterhin bestanden das Amtstor im Norden, das Müllertor im Nordosten und das Bäckertor im Süden mit Verbindung zur Domstraße auf der Havelinsel. Zum Dombezirk gehörten auch die sieben Berggemeinden (Bischofsberg, Köperberg, Lehmkuhle, Neuberg, Schönberg, Sperlingsberg und Wendenberg) am Ufer der Havel, die gemeinsam mit diesem erst 1876 endgültig mit Havelberg zu einer Stadt vereint wurden.
Ein Rathaus wurde 1310 erstmals erwähnt, wobei die Ratsverfassung dem Magdeburger Recht folgte; ein erstes städtisches Siegel ist aus der Zeit um 1350 überliefert. Seit 1359 war Havelberg, wie nahezu alle Städte der Region, Mitglied der Hanse und ab 1431 ist eine eigene Gerichtsbarkeit nachweisbar. Weiterhin wurden mehrmals Bündnisse mit den anderen Städten der Prignitz geschlossen, um gemeinsame Interessen gegenüber den Landesherren zu vertreten. Im Handel spielte Havelberg eine wichtige Rolle für die Holz- und Getreideverschiffung nach Hamburg über die Elbe (nachweisbar seit 1288 mit Handelskontakten bis nach Flandern). Weitere Wirtschaftszweige waren Fischerei, Schiffbau und Kleingewerbe, während Landwirtschaft und Tuchproduktion eine geringere Rolle als in den Städten der Umgebung spielten. Juden lebten seit der Gewähr eines markgräflichen Schutzbriefs für Altmark und Prignitz 1334 in Havelberg. Aus der Zeit zwischen 1460 und 1466 sind Münzen – die Havelberger Sterngroschen – nachweisbar. 1555 lebten in Havelberg 255 Personen mit Bürgerrechten (in der Regel steuerpflichtige Hausbesitzer), woraus sich eine rechnerische Gesamtzahl von etwa 1000 Einwohnern ergibt. Havelberg war bis 1559 Mitglied der Hanse.

### Entwicklung seit dem 16. Jahrhundert
Nach einem Streit zwischen dem Domkapitel und den Hohenzollerschen Kurfürsten wurde das Domkapitel 1506 vom Orden der Prämonstratenser getrennt und in ein weltliches Domstift umgewandelt. Nach der Reformation wurde das Domkapitel 1561 lutherisch und 1571 erfolgte die Eingliederung des Bistums Havelberg in das Kurfürstentum Brandenburg. Die Kirche St. Laurentius erhielt 1660 einen Westturm mit barocker Haube.

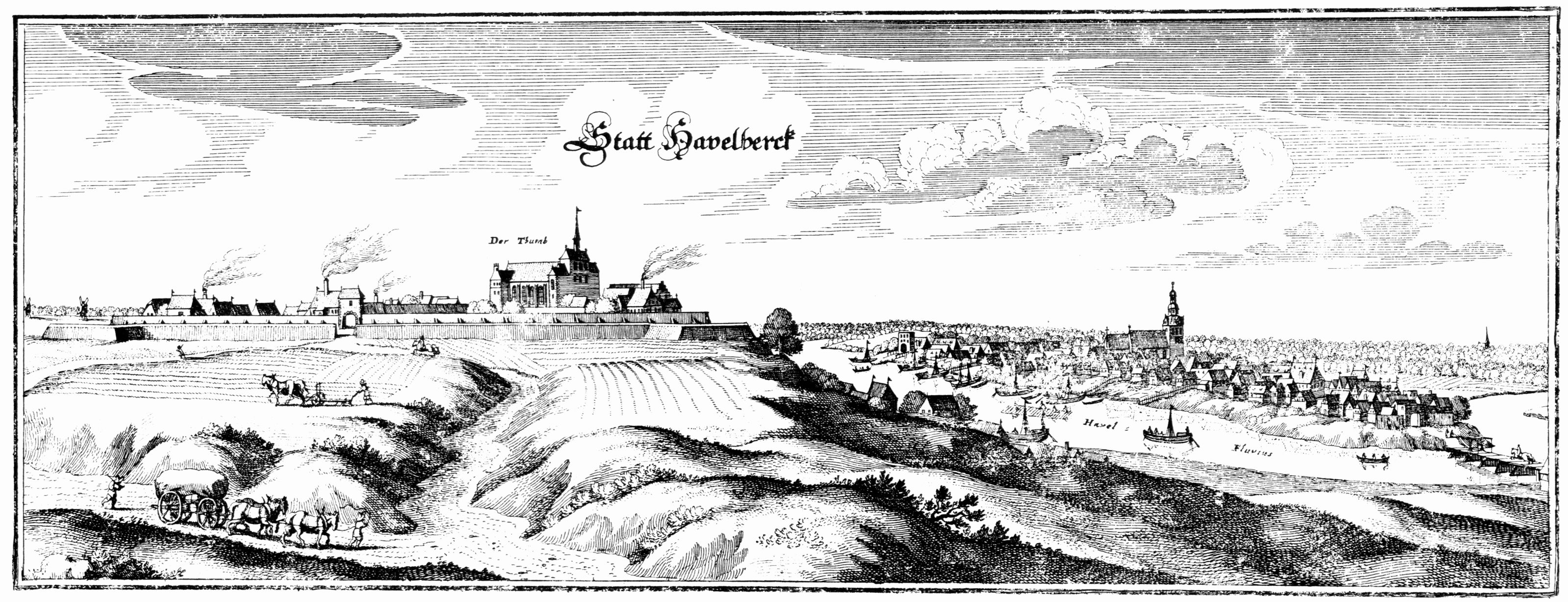
Havelberg um 1650

Im Zeitraum von 1691 bis 1700 wurden auf der Kurfürstliche Werft Havelberg mehr als 15 seetüchtige Schiffe unter Benjamin Raule mit niederländischen Schiffbauern für den Kurfürsten der Mark Brandenburg gebaut und von hier mit als „Kamele“ bezeichneten Hilfsmitteln nach Hamburg und seltener nach Berlin gebracht. 1698 wurde ein neues Rathaus gebaut, da der Vorgängerbau 1627 durch dänischen Beschuss zerstört worden war. 1716 trafen sich in Havelberg der russische Zar Peter der Große und der preußische Soldatenkönig Friedrich Wilhelm I., wobei Gastgeschenke ausgetauscht wurden: Preußen übergab das Bernsteinzimmer und erhielt dafür Soldaten, die sogenannten „Langen Kerls“. Seit 1750 ist der Havelberger Pferdemarkt nachweisbar. Garnisonsstadt ist Havelberg seit 1685.

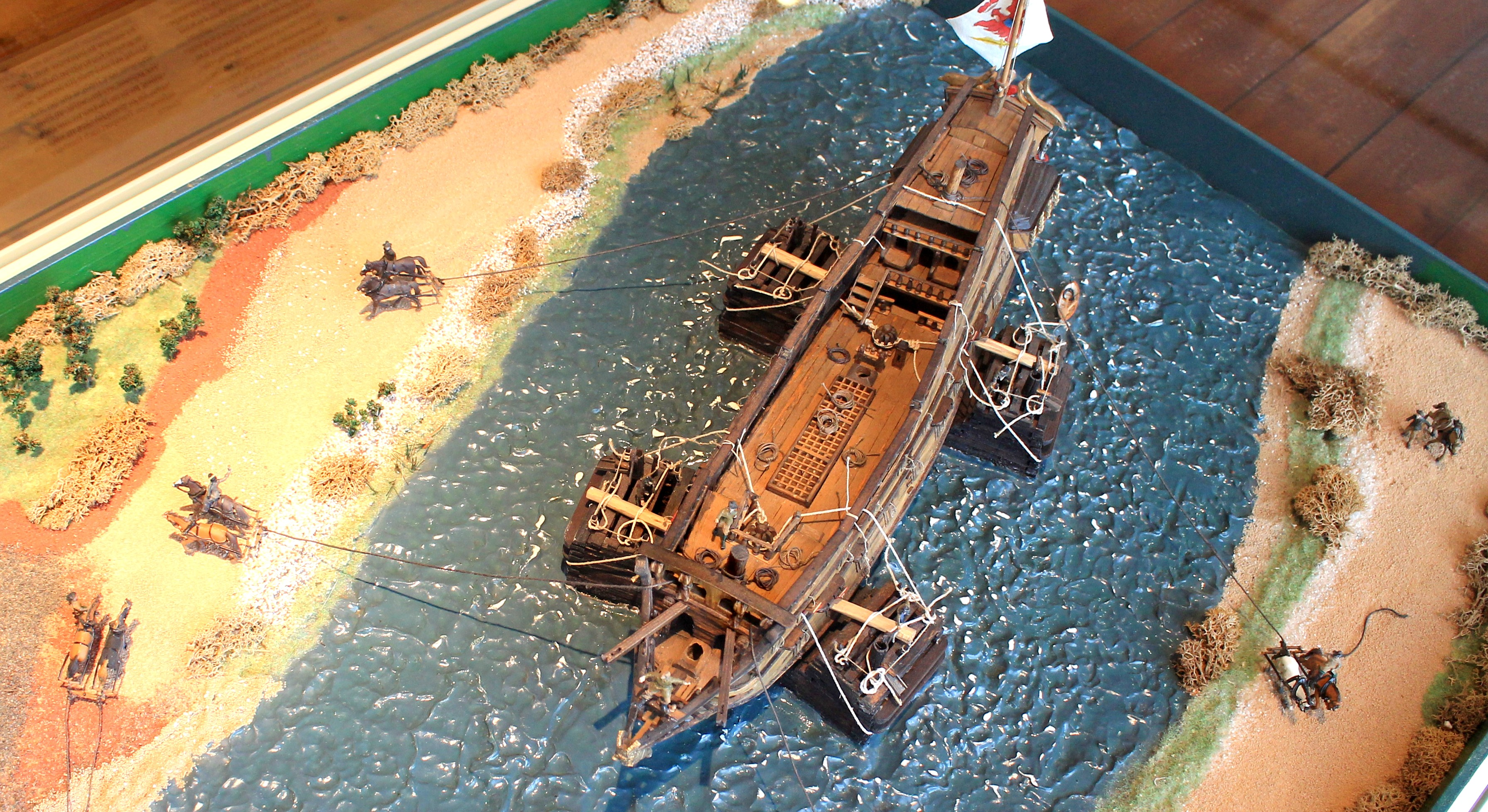
Aufwändiger Schiffstransport von Havelberg nach Hamburg mit Zugpferden und „Kamelen“ (Modell)

In Havelberg entstand 1779 die Königliche Seeschiffswerft, die von der Königlichen Haupt-Nutzholz-Administration gegründet und von dem schwedischen Schiffbauer Johann Samuel Sepelius geleitet wurde. Die Königliche Haupt-Nutzholz-Administration trieb von hier bis 1786 europäischen Handel mit Nutzholz. Hauptexportgüter waren Eichenholz für den Schiffbau und Balken sowie Bohlen aus Tannenholz.
In Havelberg bestand ab 1791 eine der frühesten großen preußischen Zuckersiedereien, in welcher die Havelberger Familie Freier bis etwa 1820 Zucker produzierte.
Die klassizistische Havelberger Domschule westlich des Doms wurde 1804/05 erbaut. 1819 erfolgte die Aufhebung des Domstifts. 1856 bis 1901 wurde ein Teil der Domstiftsgebäude als Kaserne genutzt, seit 1904 als Prignitz-Museum und katholische Kapelle. 1854 entstand das heutige Rathaus. 1870 wütete ein verheerender Stadtbrand der 89 Häuser vernichtete. 1907 erhielt der Turm des Domes ein fünfarkadiges, neoromanisches Glockengeschoss mit Dachreiter.
Das königliche Land- und Stadtgericht Havelberg wurde 1849 aufgehoben. Die Gerichtsfunktion übernahm die Gerichtsdeputation Havelberg, also eine Zweigstelle, des Kreisgerichts Perleberg. Diese teilte sich in zwei Gerichtsbezirke auf. 1879 entstand stattdessen das Amtsgericht Havelberg, das 1951 zur Zweigstelle des Amtsgerichts Perleberg herabgestuft wurde und 1952 aufgehoben wurde. In der DDR bestand das Kreisgericht Havelberg.
Von 1934/35 bis 1941 existierte das Hachschara-Lager Havelberg, zu dessen Erinnerung im November 2019 in Zusammenarbeit mit dem Prignitz-Museum eine Gedenktafel am Wegesrand in Richtung Forsthaus Rothehaus nahe dem Ortsteil Müggenbusch eingeweiht wurde.
Historisch bestehen enge Verbindungen zur Prignitz/Mark Brandenburg. Bis 1952 gehörte Havelberg zum Landkreis Westprignitz im Land Brandenburg. Mit der Gebietsreform in der DDR wurde Havelberg Kreisstadt des Kreises Havelberg im Bezirk Magdeburg. Dieser bestand bis zur Eingliederung in den Landkreis Stendal 1994. Eine 1990 im Stadtrat durchgeführte Abstimmung mit dem Ziel, wieder nach Brandenburg angegliedert zu werden, war mit knappem Ergebnis erfolglos. 1996 wurde der Dom Eigentum der Stiftung Dome und Schlösser in Sachsen-Anhalt. Seit dem 1. Juni 2008 trägt die Stadt den Namenszusatz Hansestadt. 2014 wurde durch eine Renaturierung eines Havelarms die südwestlich der Stadtinsel gelegene historische Petroleuminsel wiederhergestellt.

### Eingemeindungen
Toppel wurde 1957 Ortsteil von Havelberg.
Jederitz, Nitzow und Vehlgast-Kümmernitz wurden am 1. Januar 2002 eingemeindet. Garz, Kuhlhausen und Warnau folgten am 1. Januar 2005.

## Religion

### Konfessionsstatistik
Die Volkszählung in Deutschland 2022 zeigte, dass von den 6.182 Einwohnern der Hansestadt Havelberg rund 12 % (756 Einwohner) der evangelischen und rund 2 % (132 Einwohner) der katholischen Kirche angehörten. Laut kirchliche Statistik (Erzbistum Berlin) gehörten Jahresende 2020 138 Einwohner und Jahresende 2024 123 Einwohner die katholische Kirche an.

### Christentum
Der evangelische Pfarrsprengel Havelberg gehört zum Kirchenkreis Prignitz der Evangelischen Kirche Berlin-Brandenburg-schlesische Oberlausitz. Die katholischen Christen mit der St.-Norbert-Kapelle in Havelberg gehören zur Pfarrei St. Heinrich mit Sitz in Wittenberge im Erzbistum Berlin.

## Bevölkerung
| Jahr | Einwohner |
| ---- | --------- |
| 1719 | 1.129     |
| 1791 | 1.876     |
| 1801 | 1.925     |
| 1817 | 2.288     |
| 1837 | 2.680     |
| 1858 | 3.232     |
| 1895 | 7.164     |
| 1939 | 5.739     |
| 1946 | 7.027     |

| Jahr | Einwohner |
| ---- | --------- |
| 1964 | 9.177     |
| 1971 | 9.578     |
| 1981 | 9.755     |
| 1990 | 9.665     |
| 1995 | 8.767     |
| 2000 | 8.109     |
| 2005 | 7.527     |
| 2010 | 6.926     |
| 2011 | 6.837     |

| Jahr | Einwohner |
| ---- | --------- |
| 2012 | 6.764     |
| 2013 | 6.729     |
| 2014 | 6.646     |
| 2015 | 6.619     |

Bis 1946, 1964–1981 Ergebnis der Volkszählung, ab 1990 Stand 31. Dezember des jeweiligen Jahres, ab 2011 auf Basis des Zensus 2011

## Politik

### Stadtrat
Der Stadtrat von Havelberg besteht aus 20 Mitgliedern. Die Kommunalwahl am 26. Mai 2019 führte zu folgender Sitzverteilung:
| Partei / Liste                        | Sitze |
| ------------------------------------- | ----- |
| CDU                                   | 5     |
| SPD                                   | 5     |
| Die Linke                             | 4     |
| Bündnis 90/Die Grünen                 | 1     |
| FDP                                   | 1     |
| Wählergemeinschaft Bündnis Stadt-Land | 3     |
| Wählergemeinschaft Nitzow             | 1     |

### Bürgermeister
Matthias Bölt ist seit dem 1. Juni 2022 Bürgermeister der Hansestadt und löste damit Bernd Poloski, welcher seit 1990 im Amt war, ab.

### Wappen
Das Wappen wurde am 27. November 1996 durch das Regierungspräsidium Magdeburg genehmigt.
| Wappen von Havelberg | Blasonierung: „In Blau eine durchgehende ungezinnte silberne Stadtmauer mit geschlossenem roten Tor, überragt von zwei silbernen Türmen mit roten Spitzdächern und goldenen Knäufen, zwischen den Türmen schwebend ein roter Adler golden bewehrt.“ |
| Wappen von Havelberg | |

Das älteste Siegel des Ortes (um 1300) zeigt als Hinweis auf den bischöflichen Dom eine dreischiffige Kirche mit vier gleich hohen Türmen, darüber schwebend der brandenburgische rote Adler, der die territoriale Zugehörigkeit der Stadt kennzeichnet. Ähnliche Symbole zeigt auch das älteste Wappen (ebenfalls um 1300). Das heute gültige Wappen entstand 1627.

### Flagge
Die Flagge ist Blau – Rot (1:1) gestreift mit dem aufgelegten Wappen der Stadt.

### Historisches Wappenbild
Die ehemaligen Gemeinden Garz, Kuhlhausen und Warnau führten in ihrem Gemeindesiegel schon einmal ein wappenähnliches Siegelbild. Dieses wurde im Zeitraum nach dem Zweiten Weltkrieg bis ca. der Einführung der Bezirke in der DDR (1945–1952) benutzt.
Eine weitere Quelle ist das Kreisheimatmuseum in Genthin.

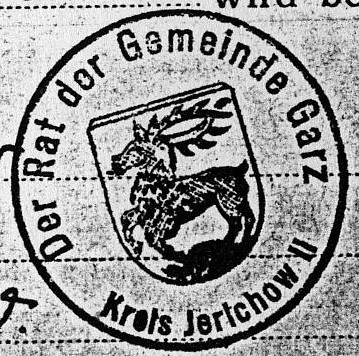
Altes Siegel der Gemeinde Garz
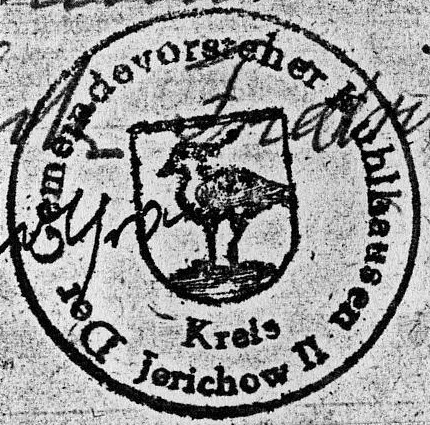
Altes Siegel der Gemeinde Kuhlhausen
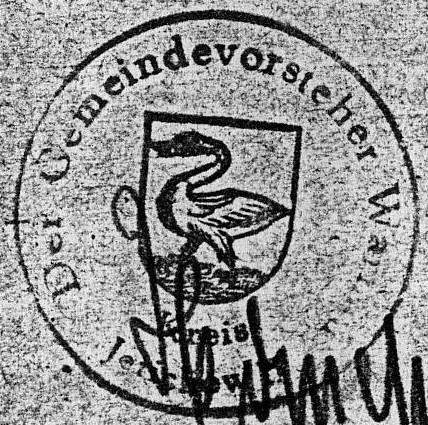
Altes Siegel der Gemeinde Warnau
Wappen des Ortsteils Garz
Wappen des Ortsteils Kuhlhausen
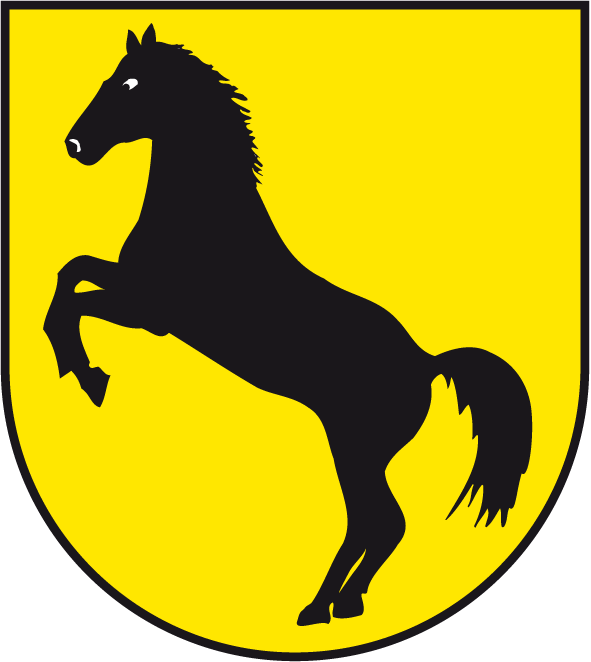
Wappen des Ortsteils Warnau

### Partnerstädte
- Verden (Aller), Deutschland (seit 1990)
- Saumur, Frankreich (seit 1991)
- Warwick, England (seit 1997)

## Sehenswürdigkeiten
- Beguinenhaus. Es wurde 1390 als Kapelle eines Hospitals aus Backstein errichtet und ist das älteste noch erhaltene Haus der Altstadt. Das Relief aus Sandstein über dem Eingang wurde 1401 hinzugefügt, es zeigt die Geißelung und Kreuzigung Christi.[23]
- Ehemaliges Synagogenhaus Markt 9 mit Gedenktafel für die Opfer des Holocaust
- Ehrenmal Am Camps für die Opfer des Faschismus
- Haus der Flüsse – Natura 2000 Informationszentrum des Biosphärenreservates Mittelelbe
- Häuser Lange Straße 12/13
- Die achteckige St. Annen- und Gertraudenkapelle, die frühere Kapelle des heute nicht mehr bestehenden, daneben gelegenen Hospitals St. Anna und St. Gertrud, wurde im 15. Jahrhundert außerhalb der Stadt vor dem früheren Steintor am Domberg errichtet.[24]
- Jüdischer Friedhof nordöstlich der Stadt am Weg nach Müggenbusch mit dem Grab des Kupferstechers Louis Jacoby.
- Kirche St. Laurentius (13./14. Jahrhundert) mit Sakristeischrein, im 18. und 19. Jahrhundert umgebaut.
- Prälatenweg und in der Nähe befindlicher Burggrafenstein
- Prignitz-Museum am Dom mit Ausstellungen über die Dom- und Stadtgeschichte und Siedlungsgeschichte der Region
- Das Rathaus wurde in einem klassizistischen Stil erbaut und 1854 vollendet. Es wurde 1995–1996 renoviert.
- Ursprünglich romanischer, gotisch umgebauter Havelberger Dom oberhalb der Innenstadt
- Salzmarkt. Der Handel mit Salz, einem wichtigen Rohstoff in früheren Jahrhunderten, unterlag einem staatlichen Handelsmonopol. Der Große Kurfürst Friedrich Wilhelm von Brandenburg befahl 1651, dass Salz ausschließlich aus Halle an der Saale zu importieren sei. Von Havelberg aus wurde die Einfuhr von Salz nach Brandenburg kontrolliert, hierfür gab es bis 1801 einen kurfürstlichen Salzinspektor.
- Havelberger Seejungfrau eine der Legende nach von Zar Peter dem Großen bei seinem Besuch in Havelberg 1716 geschnitzte Holzfigur

Am ersten Wochenende im September findet hier jedes Jahr der Havelberger Pferdemarkt statt, der größte seiner Art in Europa. 100.000 bis 200.000 Besucher besuchen dieses Ereignis mit Rummel, Marktplatz und Flohmarkt.
Havelberg war einer der Austragungsorte der Bundesgartenschau 2015.

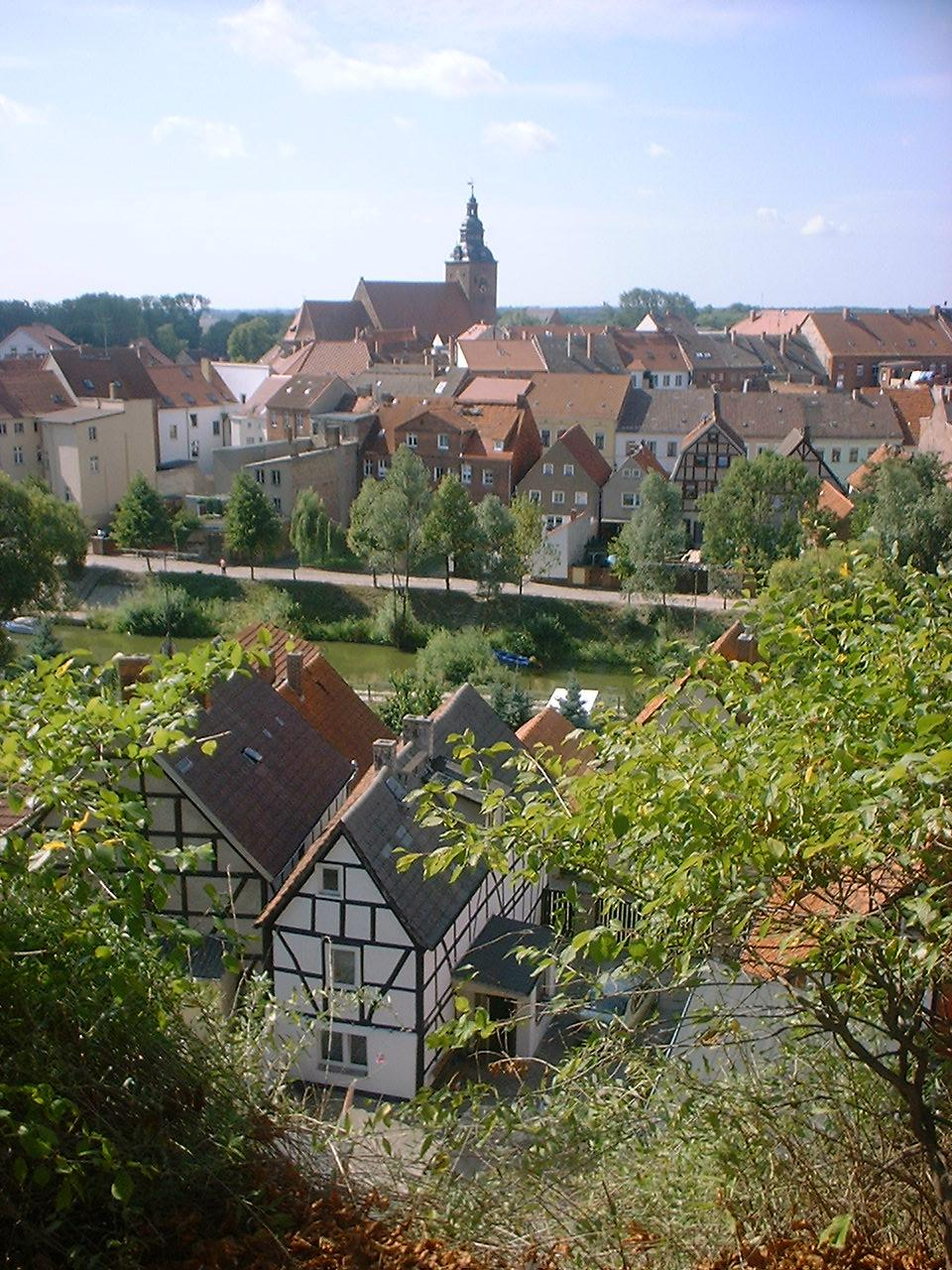
Stadtgraben und Altstadt mit St. Laurentius
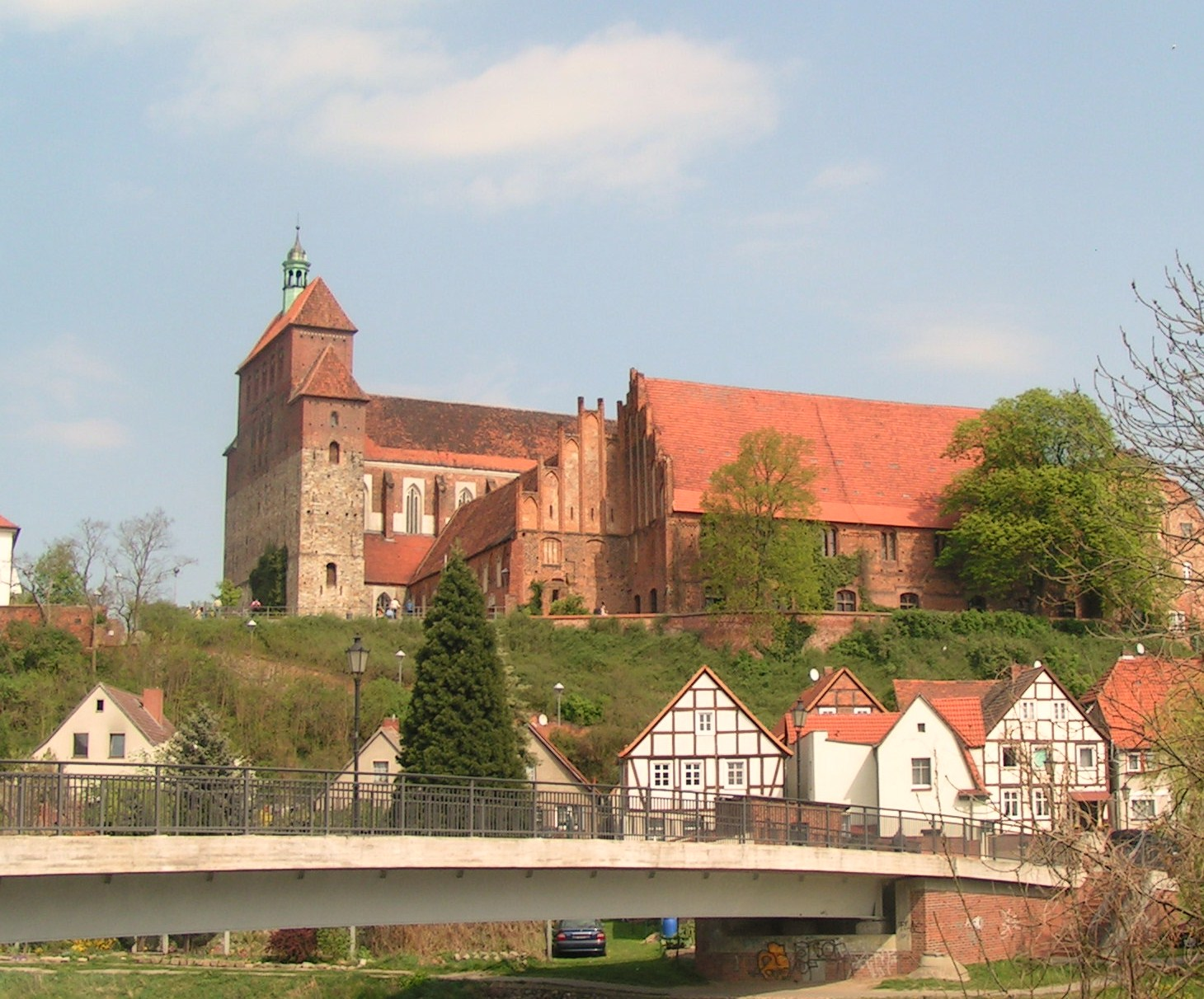
Havelberger Dom aus Richtung Altstadt
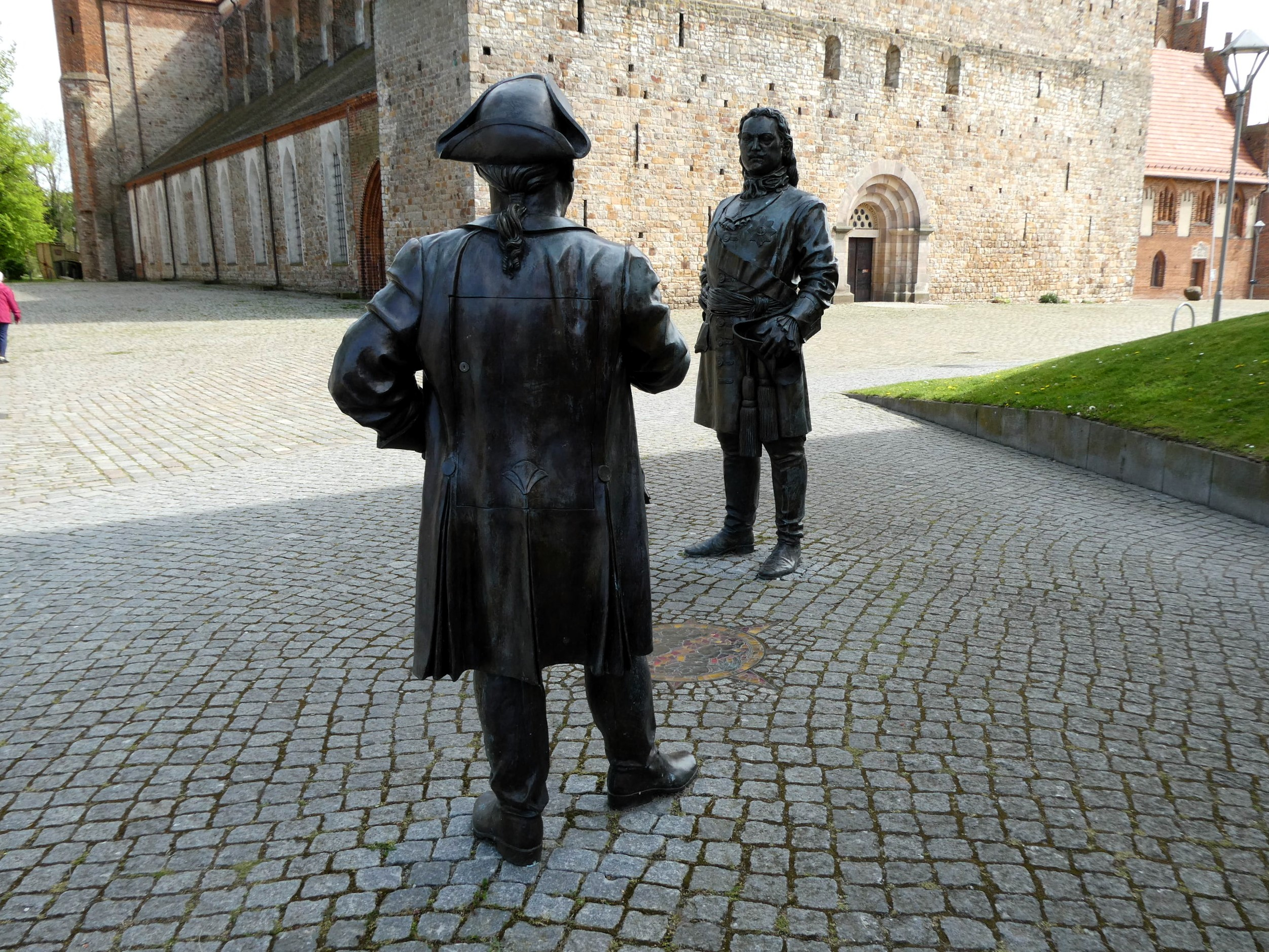
Skulpturen von Peter dem Großen und Friedrich Wilhelm I. auf dem Vorplatz des Havelberger Doms
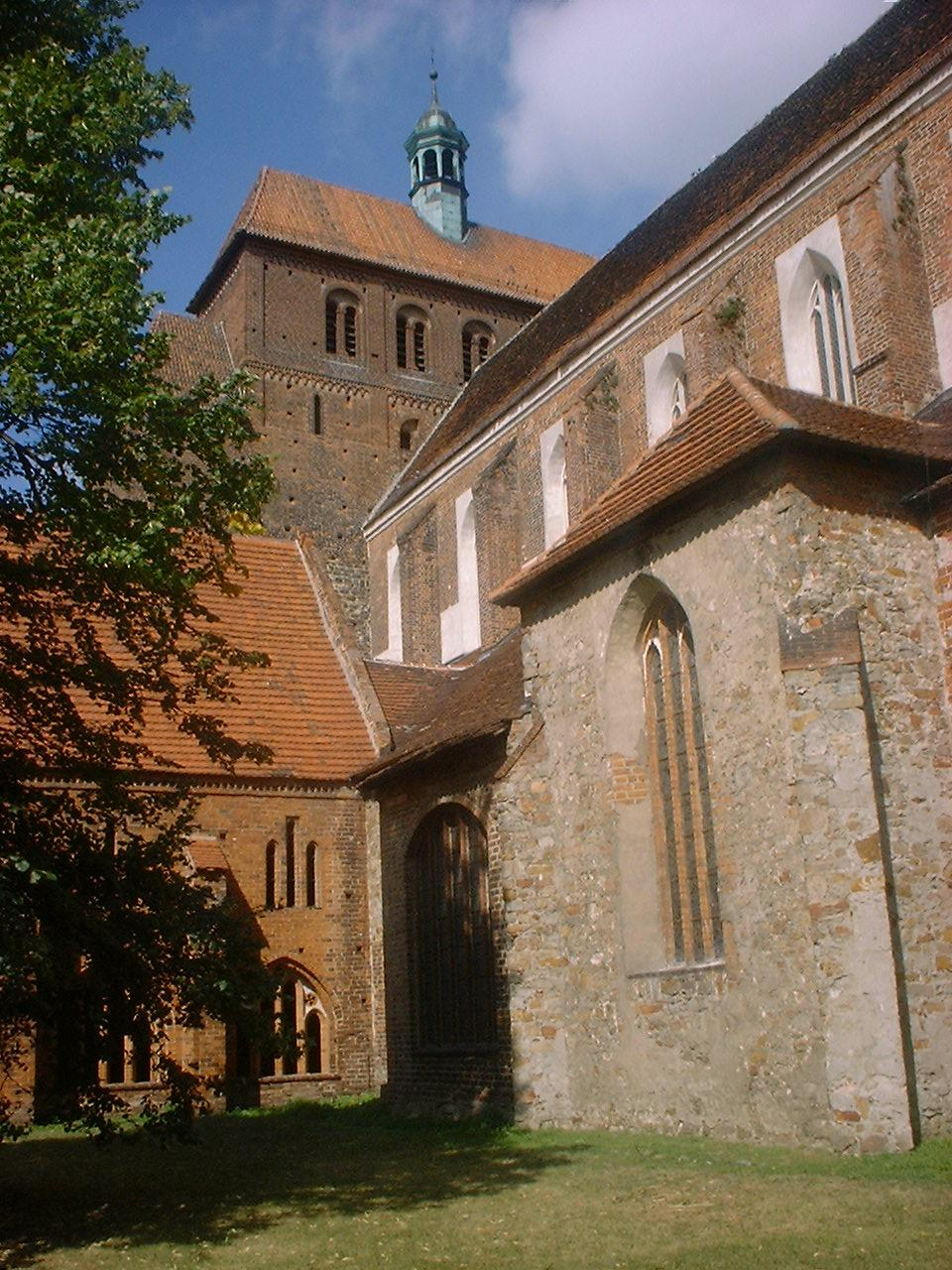
Klosterhof
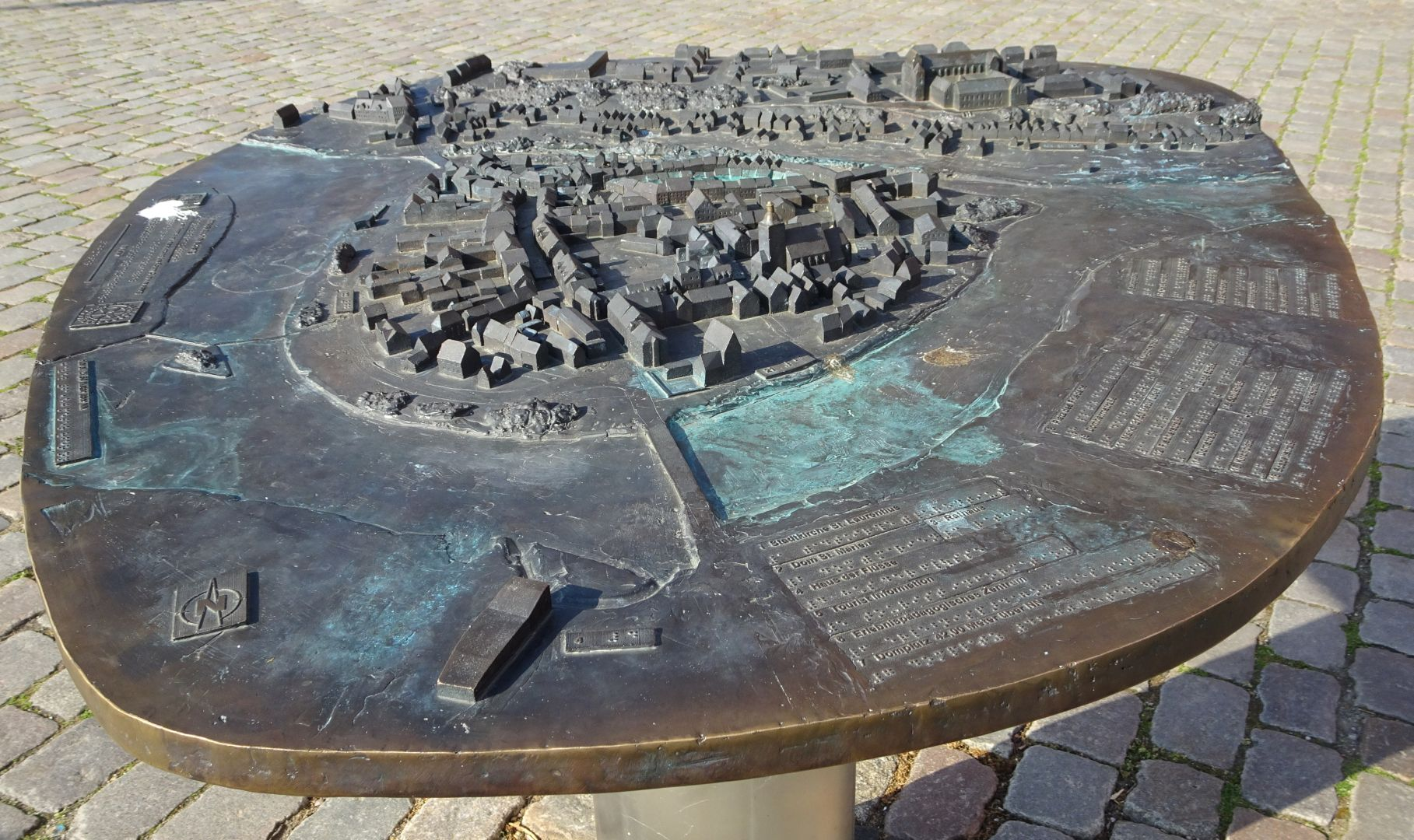
Modell der Stadtinsel
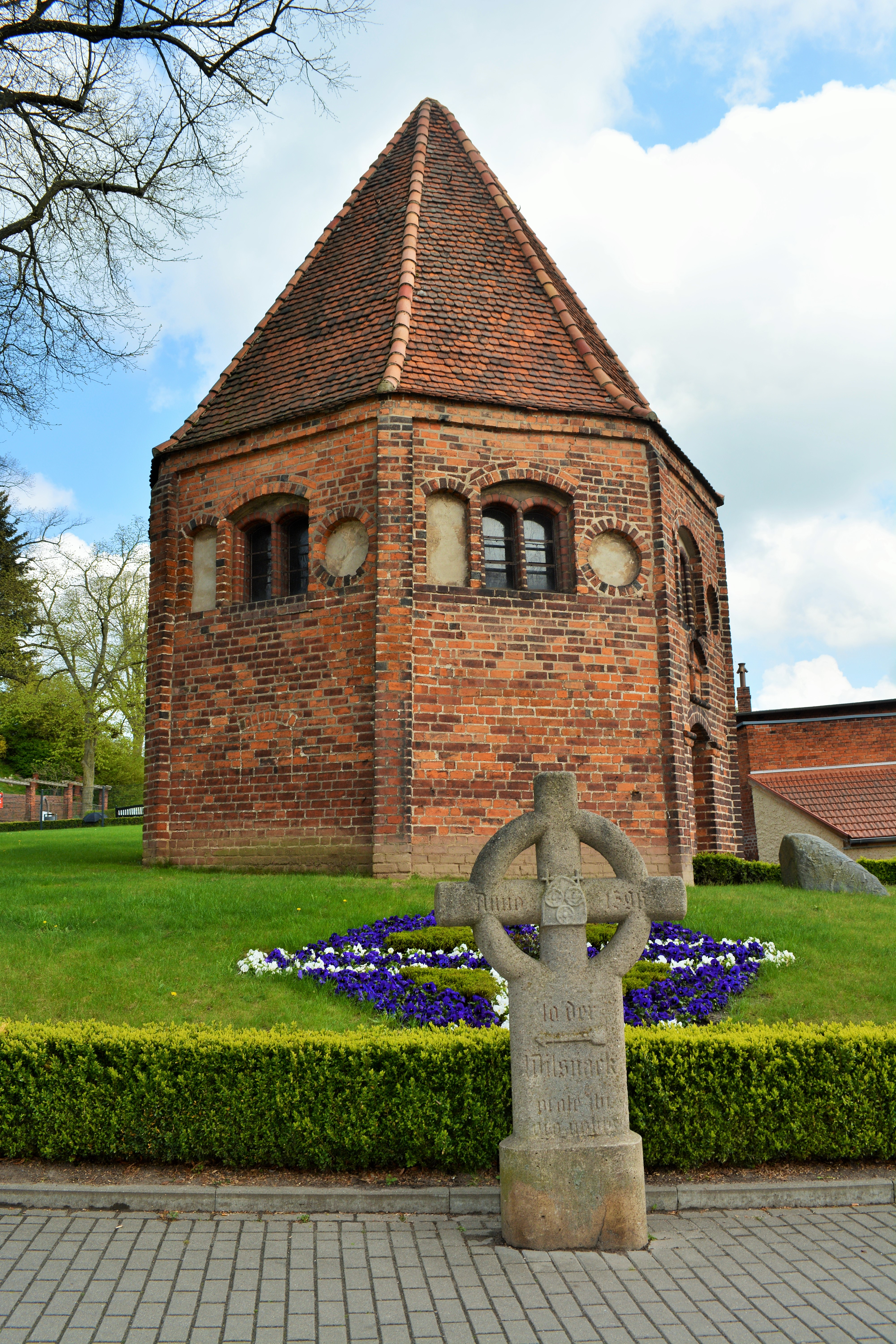
St.-Annen-Kapelle
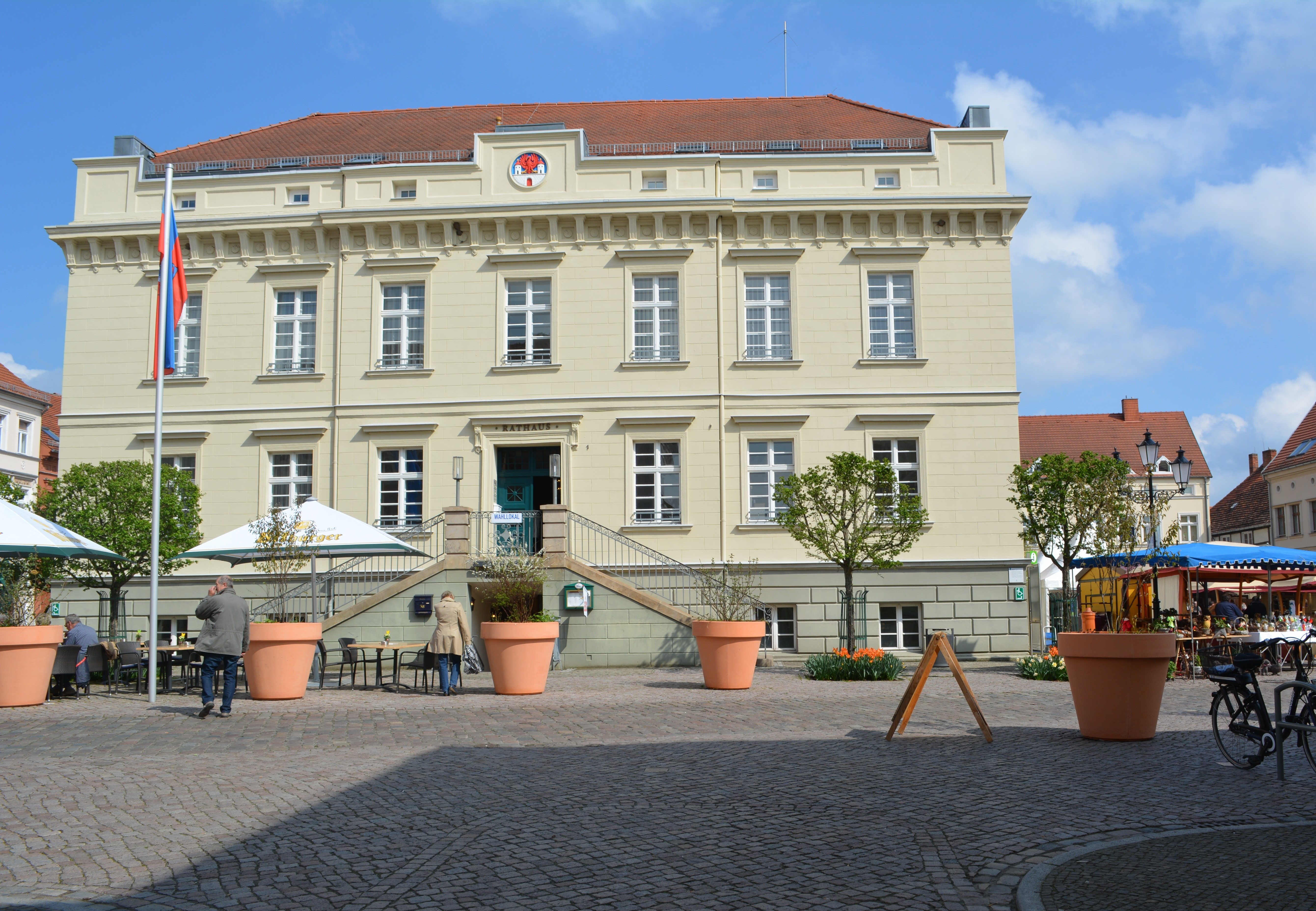
Rathaus
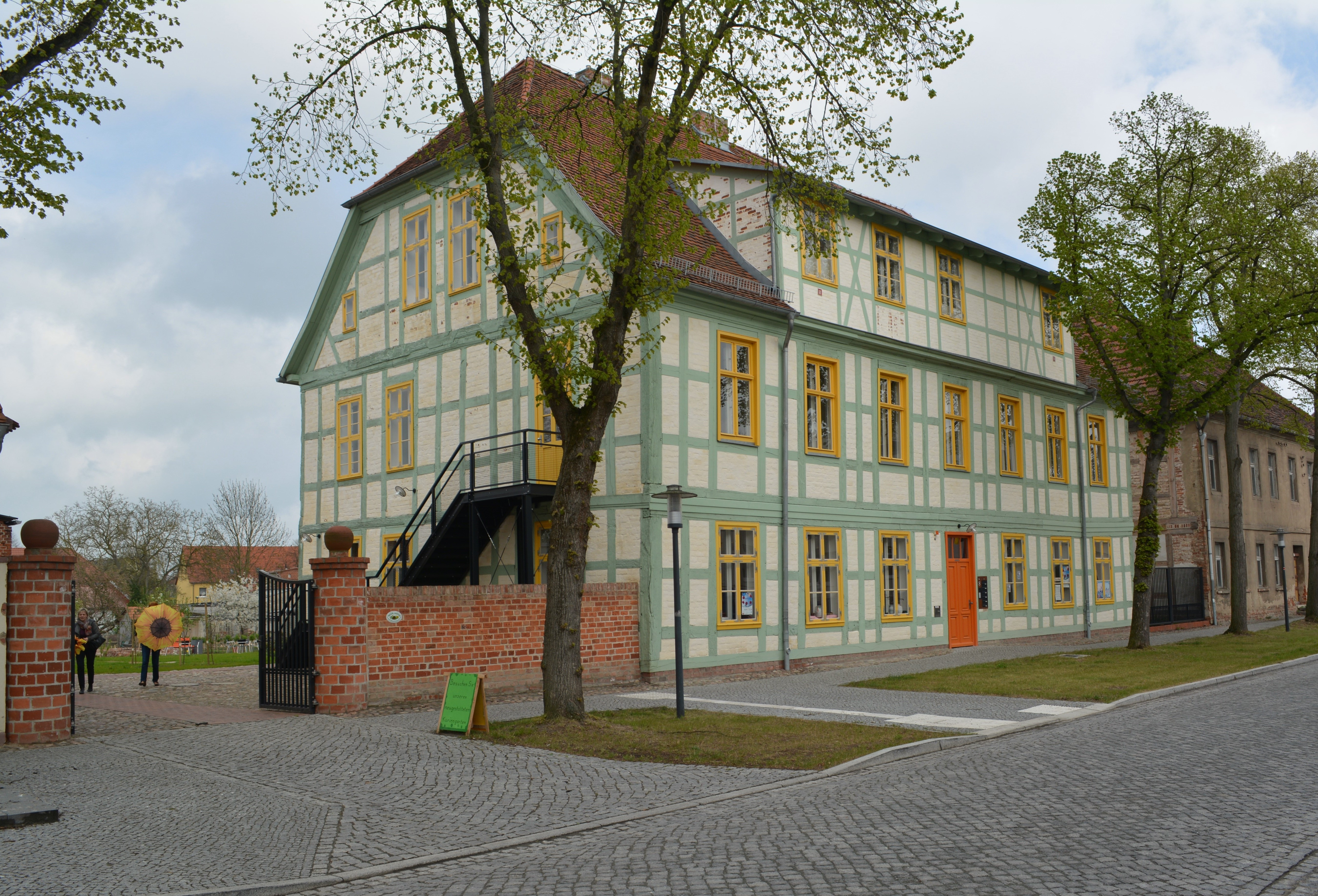
Haus der ehemaligen Domkurie
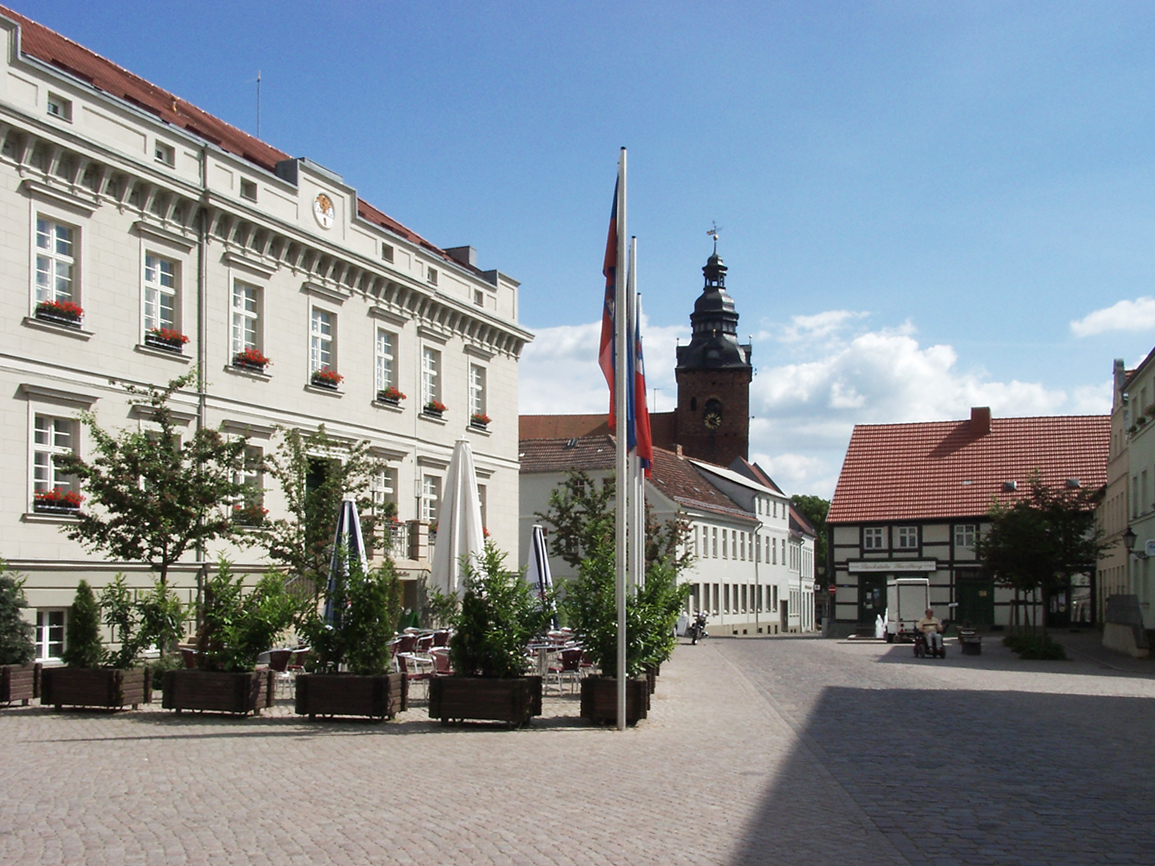
Blick vom Rathaus in Richtung St. Laurentius
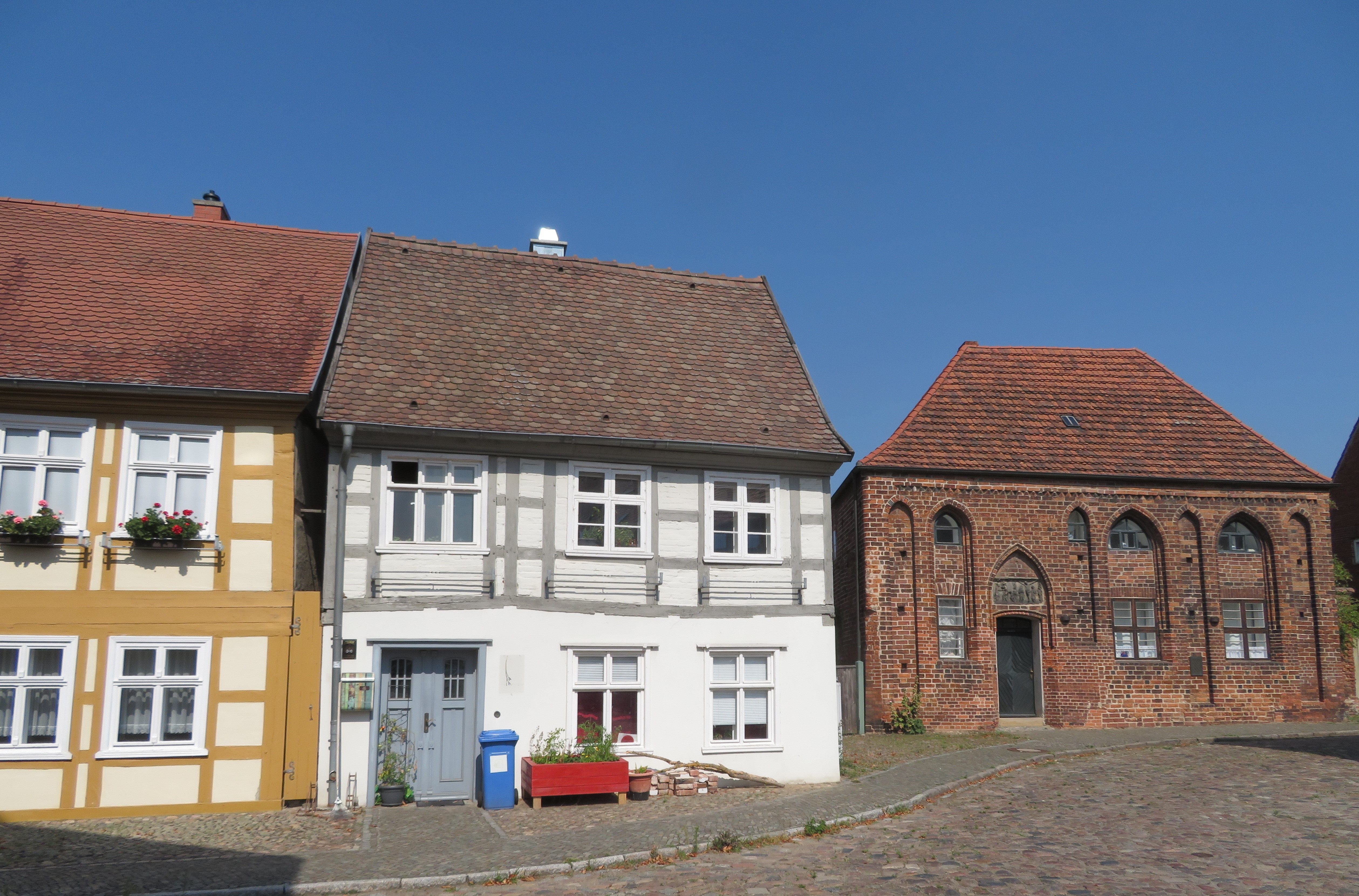
Salzmarkt mit Beguinenhaus (rechts)
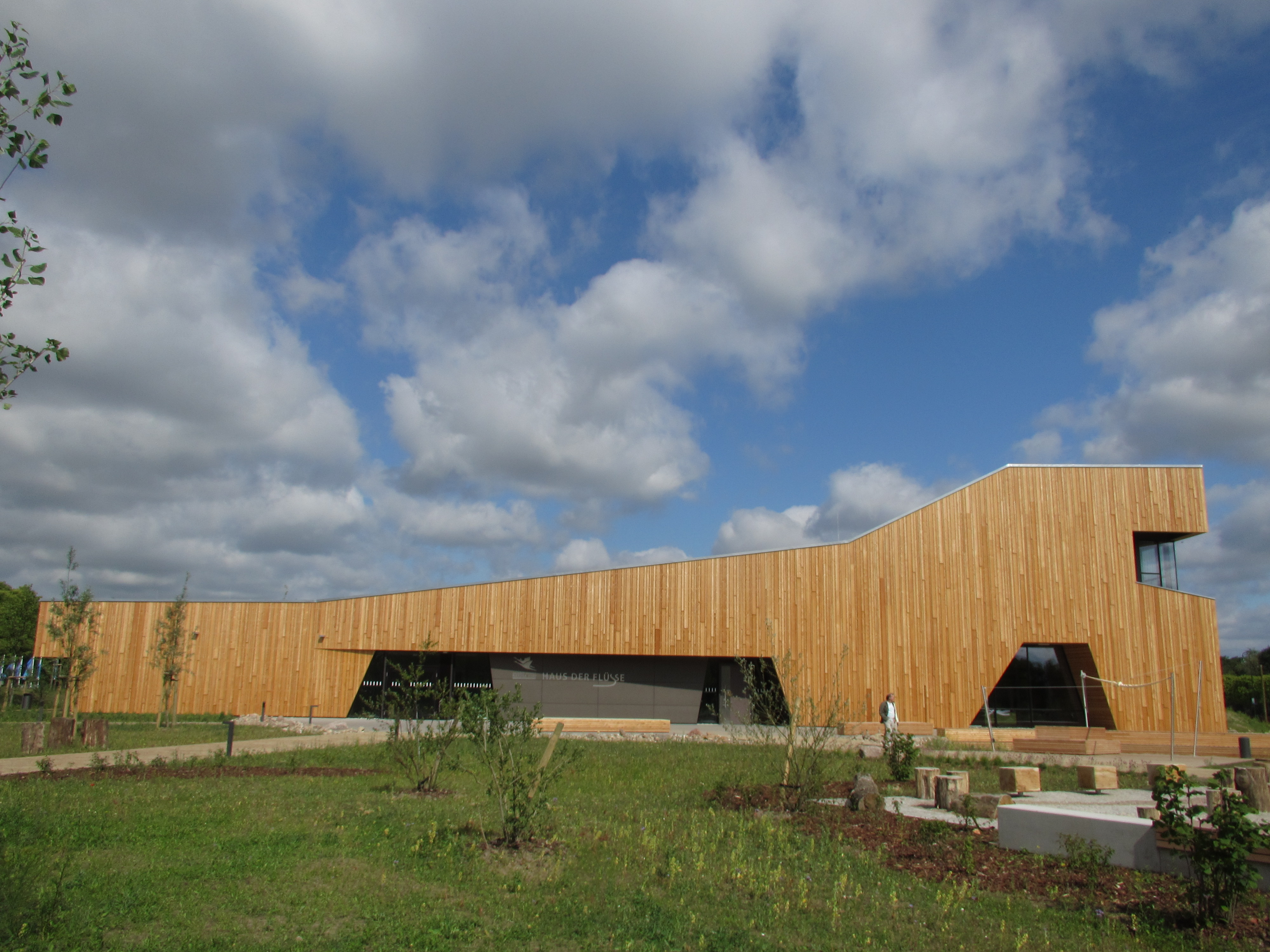
Haus der Flüsse – Natura 2000 Informationszentrum des Biosphärenreservates Mittelelbe
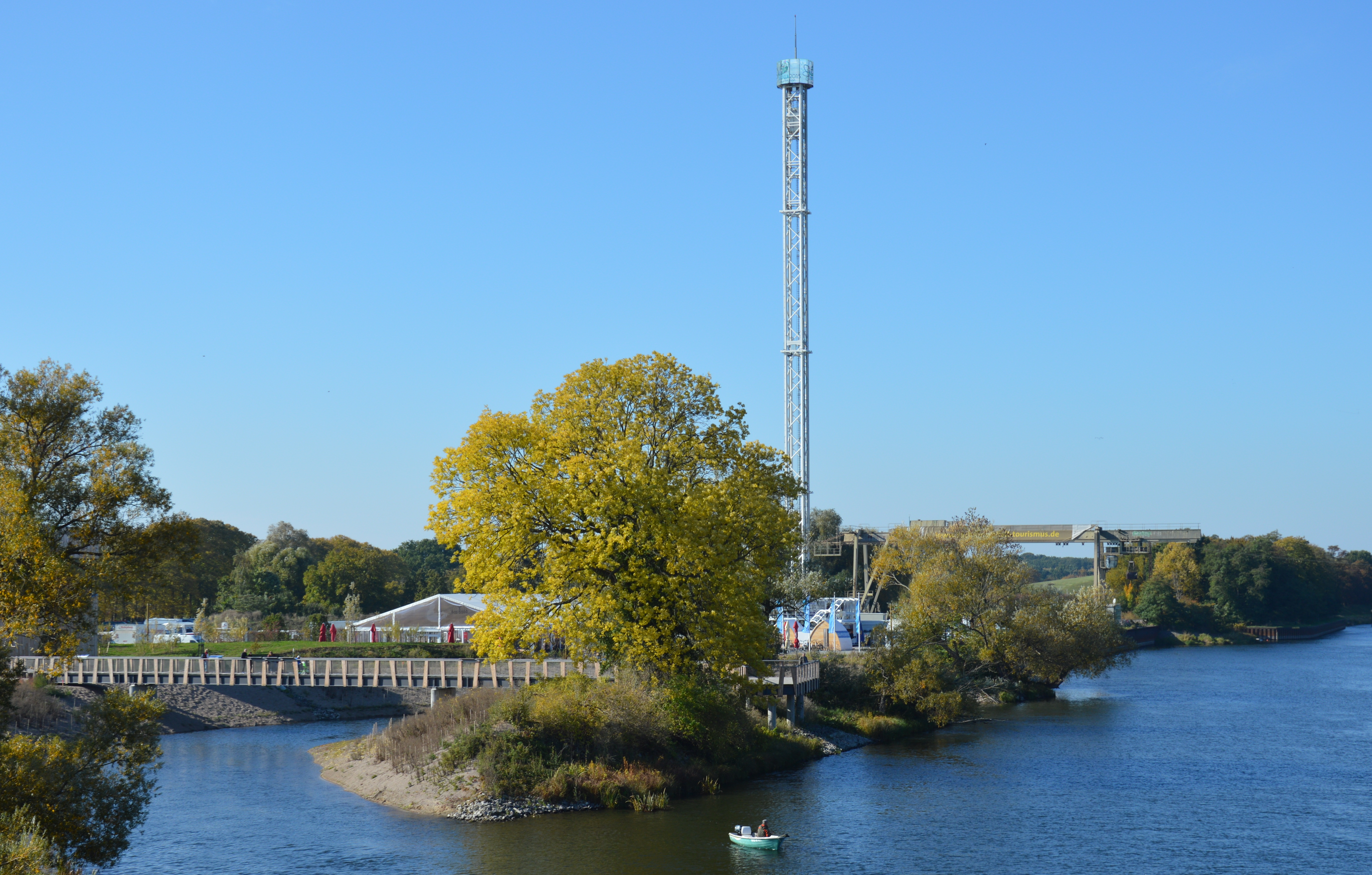
Petroleuminsel, Teil der Bundesgartenschau 2015
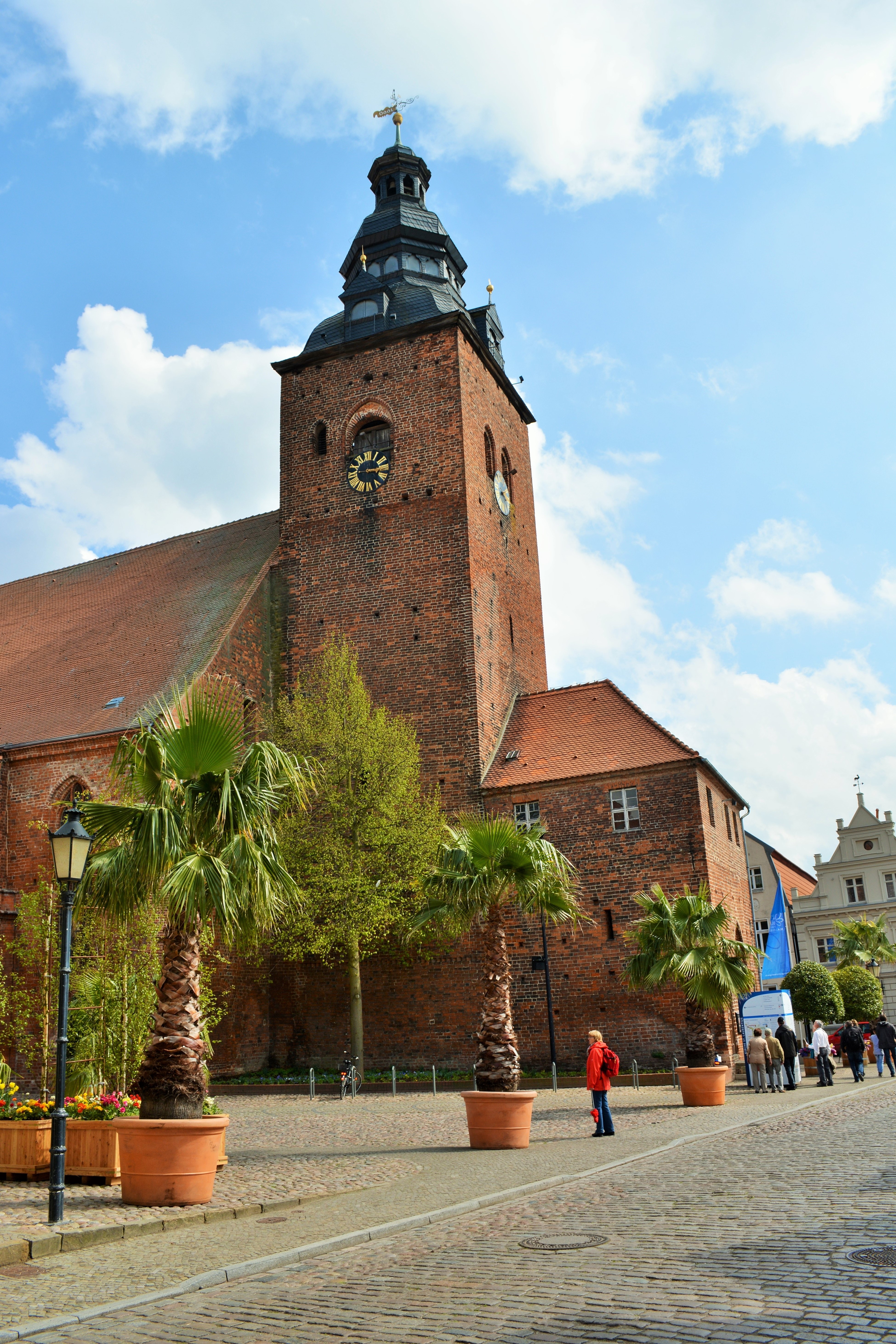
Stadtkirche St. Laurentius
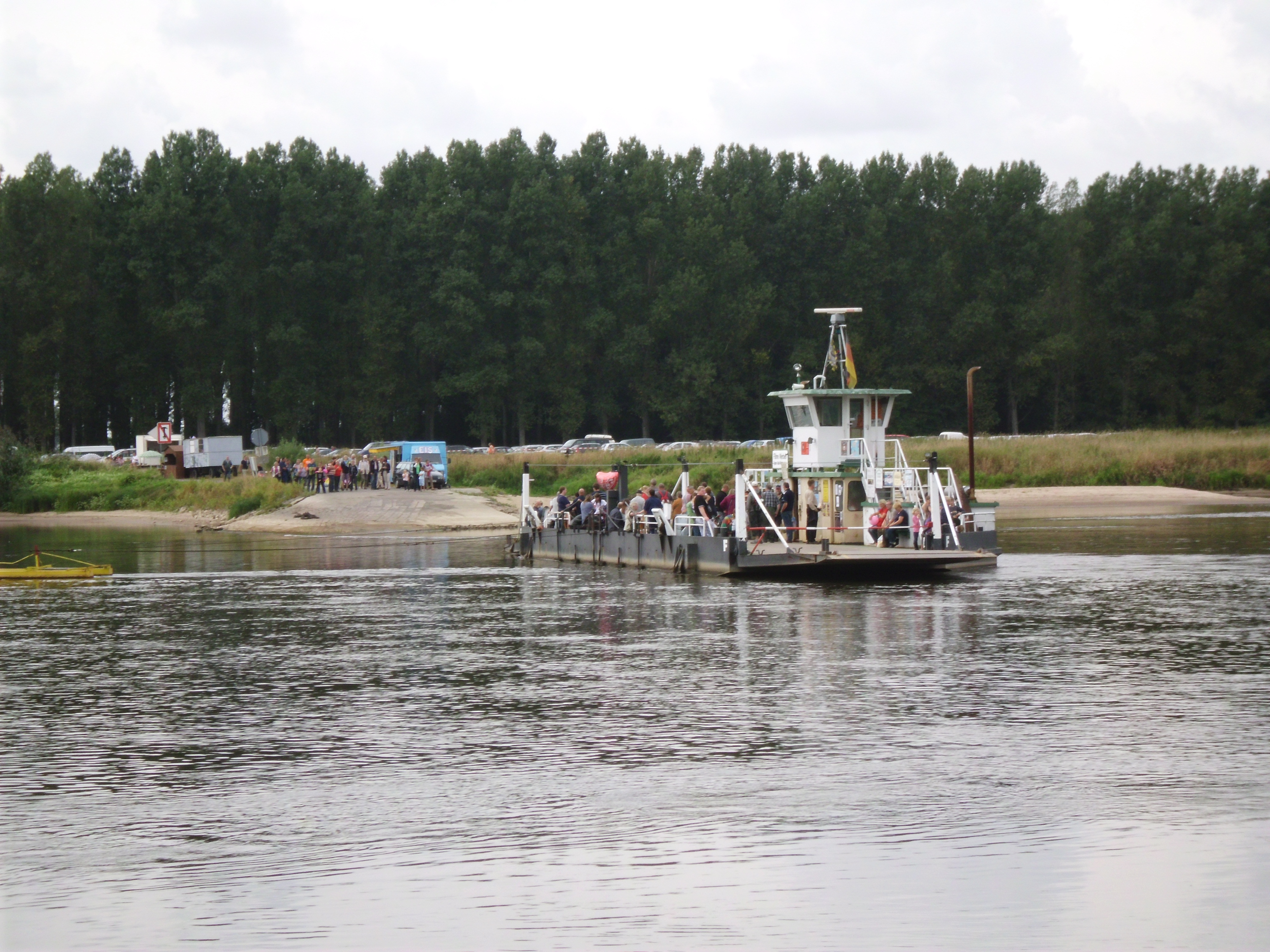
Elbfähre

## Wirtschaft und Infrastruktur

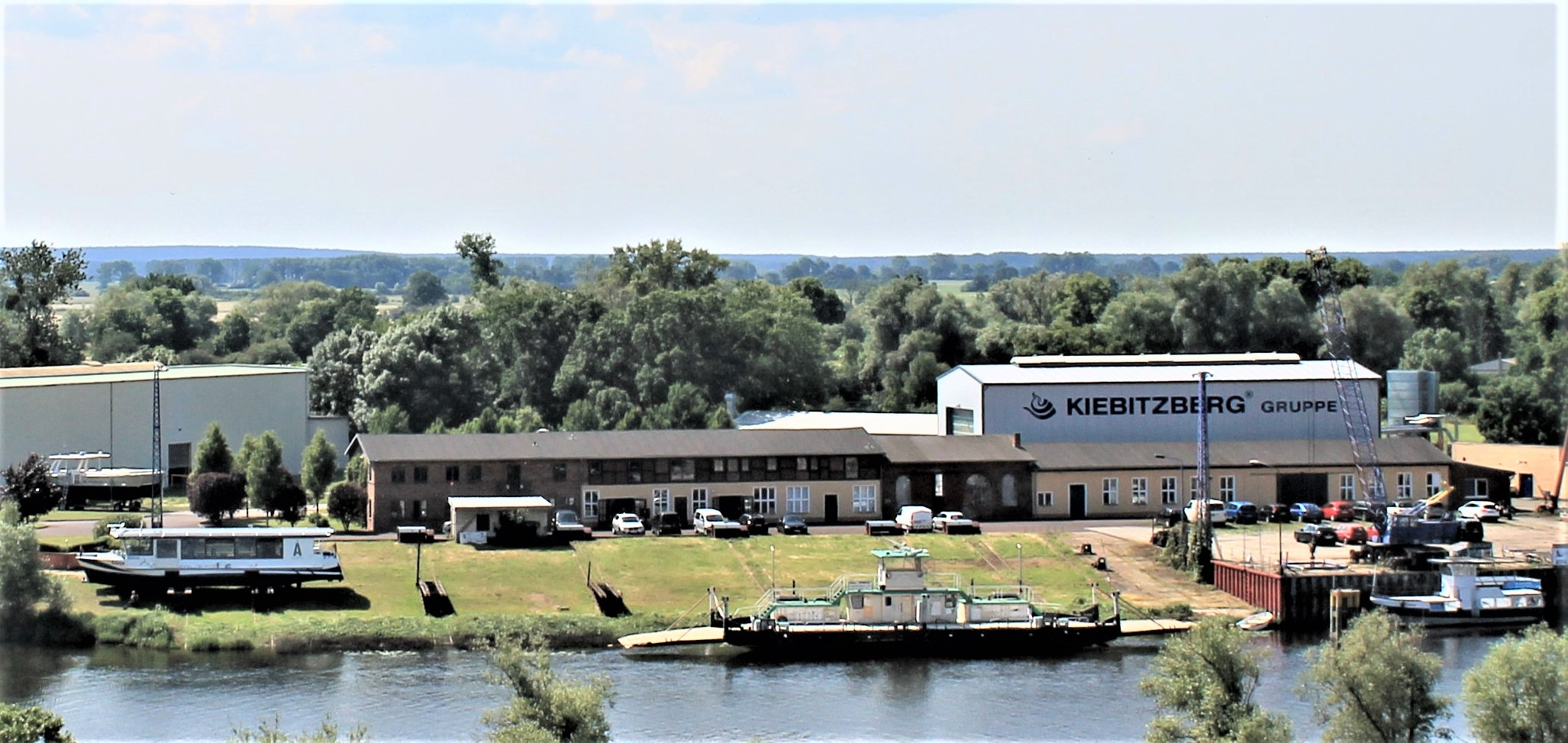
Die Kiebitzbergwerft, eine moderne Werft in Havelberg, hat 2019 ein Aluminiumschiff mit Solarantrieb nach Berlin abgeliefert, ein zweites folgte 2020

Havelberg ist arm an produzierendem Gewerbe. Zu den wichtigen mittelständischen produzierenden Unternehmen zählen u. a. die Branchen Schiffsbau, Fahrzeug- und Maschinenbau sowie die Möbel- und Kunststoffproduktion. Historisch waren die Fischerei, Schiffbau und Schifffahrt und die Ziegelindustrie bedeutsam. Vor 100 Jahren wurde auf drei Werften der Schiffbau betrieben. Davon produziert heute lediglich noch die Kiebitzberg Schiffswerft der Kiebitzberg Gruppe Schiffe, Boote und Steganlagen vorwiegend aus Aluminium. Es gehört auch die Möbelherstellung und der Innenausbau zu dieser Gruppe. Die von der Lloydwerft und den MV-Werften 2017 bis 2019 gebauten luxuriösen Binnen-Kreuzfahrtschiffe der Rhein-Klasse (2017) erhielten einen Teil der Innenausstattung von der Havelberger Kiebitzberg Gruppe.
Der überwiegende Anteil der heutigen Wirtschaft agiert im Dienstleistungssektor, unter anderem im Tourismus. Es gibt eine nennenswerte Anzahl  landwirtschaftlicher Betriebe in der näheren Umgebung. Havelberg ist darüber hinaus ein Standort der Bundeswehr: in der örtlichen „Elb-Havel-Kaserne“ ist das Panzerpionierbataillon 803 stationiert. Von Frühjahr 2002 bis Ende 2014 war hier außerdem das Führungsunterstützungsbataillon 382 beheimatet, das aus dem 1990 in Blankenfelde entstandenen Fernmeldebataillon 40 hervorgegangen war.
Das von den KMG Kliniken betriebene Krankenhaus in Havelberg stellte trotz seiner Versorgungsnotwendigkeit gemäß den G-BA-Regeln über Sicherstellungzuschläge 2020 den Betrieb ein.

### Tourismus
In Havelberg gibt es eine Marina im Winterhafen und einen Campingplatz auf der 1936 geschaffenen Spülinsel. Der Havel- und der Elberadweg führen durch Havelberg.

### Verkehr

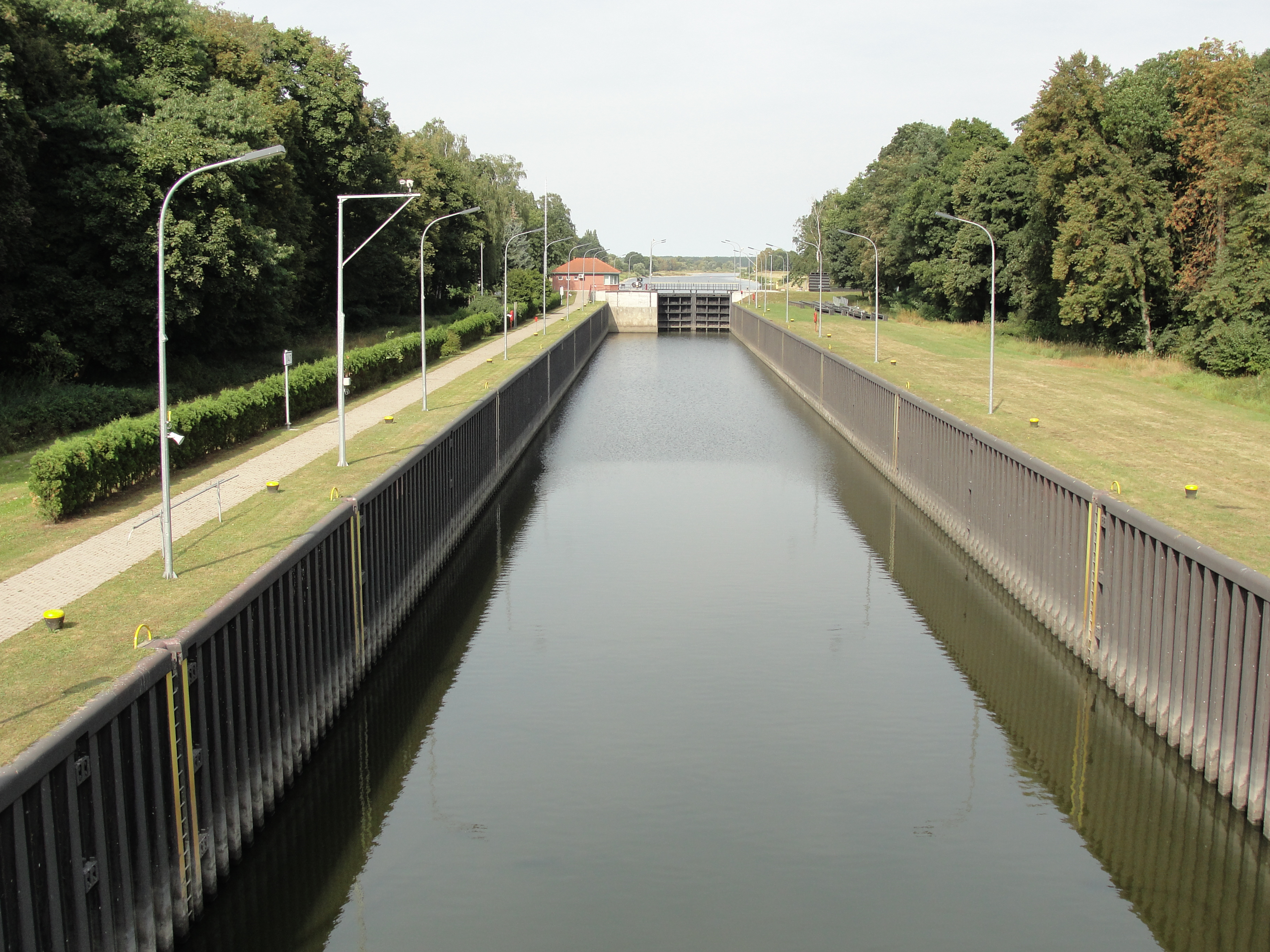
Schleuse

Die im Jahr 1890 eröffnete Bahnstrecke nach Glöwen ist seit 1971 stillgelegt. Somit verfügt Havelberg über keinen Bahnanschluss. Das ehemalige Bahnhofsgebäude an der Bahnhofstraße unweit nordwestlich der Altstadt ist noch erhalten und dient heute gewerblichen Zwecken. Der nächstgelegene Bahnhof befindet sich in neun Kilometern Entfernung in Glöwen an der Bahnstrecke Berlin–Hamburg. Südlich von Havelberg liegen die Bahnhöfe Schönhausen (Elbe) und Stendal an der Bahnstrecke Berlin–Lehrte sowie die Schnellfahrstrecke Hannover–Berlin, einzelne ICE auf letztgenannter Strecke bedienen auch Stendal. Bis 1993 gab es Personenverkehr auf der 1909 in Betrieb gegangenen Bahnstrecke Schönhausen–Sandau, die aber nie bis Havelberg verlängert wurde.
Der öffentliche Personennahverkehr wird unter anderem durch den PlusBus des Bahn-Bus-Landesnetz Sachsen-Anhalt erbracht. Folgende Verbindung, betrieben von der Stendalbus, führt durch Havelberg:
- Linie 900: Stendal/Tangermünde ↔ Fischbeck ↔ Schönhausen ↔ Klietz ↔ Havelberg ↔ Glöwen

Havelberg liegt an der Bundesstraße 107 Pritzwalk–Genthin–Coswig. Die nächsten Autobahnanschlüsse bestehen an den Anschlussstellen Meyenburg und Neuruppin an der Bundesautobahn 24 Hamburg–Berlin. Über Landstraßen sind unter anderem Wittenberge über Bad Wilsnack und Seehausen über eine Elbfähre und Werben erreichbar.
Bei Havelberg mündet die Havel in die Elbe.

## Persönlichkeiten

### Ehrenbürger
- 1895 Otto von Bismarck (1815–1898), Reichskanzler

### Söhne und Töchter der Stadt
- Marcus Hassaeus (1549–1620), Philologe
- Gregor Lange (um 1552–1587), Kantor und Komponist
- Lucas Luidtke (nach 1562–1596), Domherr am Domstift Havelberg
- Germanus Luidtke (1592–1672), Bürgermeister von Stendal
- Christoph Friedrich I. von Bismarck (1652–1704), preußischer General
- Johann Friedrich Heynatz (1744–1809), Sprachforscher
- Heinrich Wilhelm Friedrich von Kleist (1751–1825), Richter
- Johann Christian Franz (1762–1812), Opernsänger
- Johann Emanuel von Küster (1764–1833), preußischer Geheimer Staatsrat und Diplomat
- Friedrich Ludwig Sigismund Balckow (1770–1809), preußischer Kriegs- und Domänenrat
- August Heinrich Kuhlmeyer (1781–1865), preußischer Beamter
- Friedrich Fubel (1810–1905), Kommunalpolitiker in Halle (Saale)
- Louis Jacoby (1828–1918), Kupferstecher
- Berthold Woltze (1829–1896), Maler
- Rudolf Bahn (1837–1913), Unternehmer und Politiker
- Christian Wilberg (1839–1882), Maler
- Karl Gussow (1843–1907), Maler
- Johannes Dräseke (1844–1916), Kirchenhistoriker
- Gustav Rüthning (1854–1944), Historiker
- Emil Wipperich (1854–1917), deutsch-österreichischer Hornist und Musikpädagoge
- Bruno Keil (1859–1916), klassischer Philologe
- Hugo Rüdel (1868–1934), Chorleiter
- Curt Walter (1877–1942), Verwaltungsbeamter, Referent in der Reichskanzlei
- Wilhelm Matthies (1896–1980), Seeoffizier
- Karl Franzius (1905–1993), Architekt
- Anneliese Buschmann (1906–1999), Politikerin (FDP)
- Erich Müller (1907–1992), Formgestalter
- Kurt Henschel (1921–2008), Maler und Grafiker
- Klaus Wissel (1924–1957), Unterwasserfotograf
- Klaus Thiede (1939–2016), Bildhauer
- Klaus-Peter Schulze (* 1939), Ingenieur und Hochschullehrer
- Klaus Dannegger (* 1943), Kabarettist
- Frank Meyke (* 1949), Diplomat
- Andreas Freyer (* 1953), Bildhauer
- Susanne Melior (* 1958), Politikerin (SPD)
- Karsten Kruschel (* 1959), Schriftsteller
- Sabine Bothe (1960–2023), Handballtorhüterin
- Hans-Georg Wagner (* 1962), Bildhauer
- Wulf Gallert (* 1963), Politiker (Die Linke)
- Carsten Wulfänger (1963–2020), Politiker (CDU)
- Gerald Meyer (* 1964), Fernsehmoderator
- Jörg Asmus (* 1966), Ornithologe und Autor
- Hans-Michael Schulze (* 1967), Historiker
- Annett Louisan (* 1977), Sängerin
- Chris Schulenburg (* 1980), Politiker (CDU)
- Ulrich Siegmund (* 1990), Politiker (AfD)

### Mit Havelberg verbundene Persönlichkeiten
- Busso X. von Alvensleben (1468–1548), Bischof von Havelberg
- Petrus Conradi (um 1478–1561), Domdechant am Havelberger Dom
- Johannes Welmecher (–1505), Weihbischof in Havelberg
- Matthäus Ludecus (1517–1606), Domdechant am Havelberger Dom
- Reimar von Karstedt (um 1560–1618), Domdechant am Havelberger Dom
- Wichard von Möllendorff (1724–1816), preußischer General, Domherr des Domkapitels in Havelberg
- Max Degebrodt (1885–1976), Maler, lebte in Havelberg
- Gustav Gerneth (1905–2019), ältester Deutscher und vermutlich auch ältester Mann der Welt, lebte zuletzt in Havelberg
- Heinz Kruschel (1929–2011), Schriftsteller, von 1958 bis 1961 Direktor der Erweiterten Oberschule
- Christoph Hein (* 1944), Schriftsteller, lebt in Havelberg
- Kirsten Krüger (* 1966), Bildhauerin, lebt in Havelberg